# Tichon (patriarcha Moskwy)
Tichon, imię świeckie Wasilij Iwanowicz Biełławin (ur. 7 stycznia?/19 stycznia 1865 w Klinie, zm. 7 kwietnia 1925 w Moskwie) – jedenasty patriarcha moskiewski i całej Rusi, sprawujący urząd w latach 1917–1925.
Pochodził z rodziny kapłana prawosławnego z guberni pskowskiej. Ukończył seminarium duchowne w Pskowie w 1884 i Petersburską Akademię Duchowną w 1888. Bezpośrednio po uzyskaniu dyplomu kandydata nauk teologicznych został zatrudniony w seminarium, którego był absolwentem, jako wykładowca teologii dogmatycznej i moralnej. W 1891 złożył wieczyste śluby mnisze, przyjmując imię Tichon. Sześć lat później został wyświęcony na biskupa pomocniczego eparchii chełmsko-warszawskiej z tytułem biskupa lubelskiego. Od 1898 do 1905 kierował eparchią Aleutów i Alaski, obejmującą całość struktur Rosyjskiego Kościoła Prawosławnego w Ameryce Północnej. Przyczynił się do znacznego rozwoju misji prawosławnych w Stanach Zjednoczonych; z tego powodu administratura została w 1900 przekształcona w archieparchię Ameryki Północnej i Alaski. W planach Tichona struktura ta miała przekształcić się w autokefaliczny Kościół. Jego działania w tym kierunku kontynuowali jego następcy, przyczyniając się ostatecznie do powstania Kościoła Prawosławnego w Ameryce.
Od 1907 do 1914 był arcybiskupem jarosławskim i rostowskim, następnie przez trzy lata – wileńskim i litewskim. W 1917 objął urząd metropolity moskiewskiego i kołomieńskiego. Po restauracji Patriarchatu Moskiewskiego przez Sobór Lokalny Rosyjskiego Kościoła Prawosławnego został wybrany na pierwszego patriarchę po dwóch stuleciach zarządzania Kościołem przez Świątobliwy Synod Rządzący.
Patriarcha Tichon, deklarujący przed 1917 poglądy monarchistyczne, po rewolucji październikowej znalazł się w konflikcie z nowymi władzami Rosji z powodu ich antyreligijnej polityki. Duchowny wielokrotnie wzywał prawosławnych do obrony wiary przed prześladowaniami. W styczniu i marcu 1918 dwukrotnie ogłosił odłączenie od Cerkwi wszystkich wiernych biorących udział w tych prześladowaniach. Bezskutecznie domagał się od władz zaprzestania akcji otwarcia relikwii przechowywanych w cerkwiach (1919) i niezamykania ławry Troicko-Siergijewskiej (1920). Równocześnie nakazywał duchowieństwu nieangażowanie się w politykę. W 1922 został aresztowany pod zarzutem nakłaniania wiernych do czynnego oporu przeciwko akcji konfiskaty kosztowności cerkiewnych. Do czerwca 1923 przebywał w areszcie domowym, był przygotowywany jego proces pokazowy. Ostatecznie do sądu nad Tichonem nie doszło, lecz został on zwolniony po skierowaniu do władz listu, w którym deklarował skruchę z powodu prowadzonej wcześniej „działalności kontrrewolucyjnej” i zapewniał, iż jego stosunek do władzy radzieckiej nie jest już wrogi. Stan zdrowia patriarchy po zwolnieniu sukcesywnie się pogarszał. W marcu 1925 Tichon zmarł w szpitalu wskutek niewydolności krążenia.
W 1989 kanonizowany przez Rosyjski Kościół Prawosławny z tytułem świętego wyznawcy.

## Życiorys

### Dzieciństwo i młodość

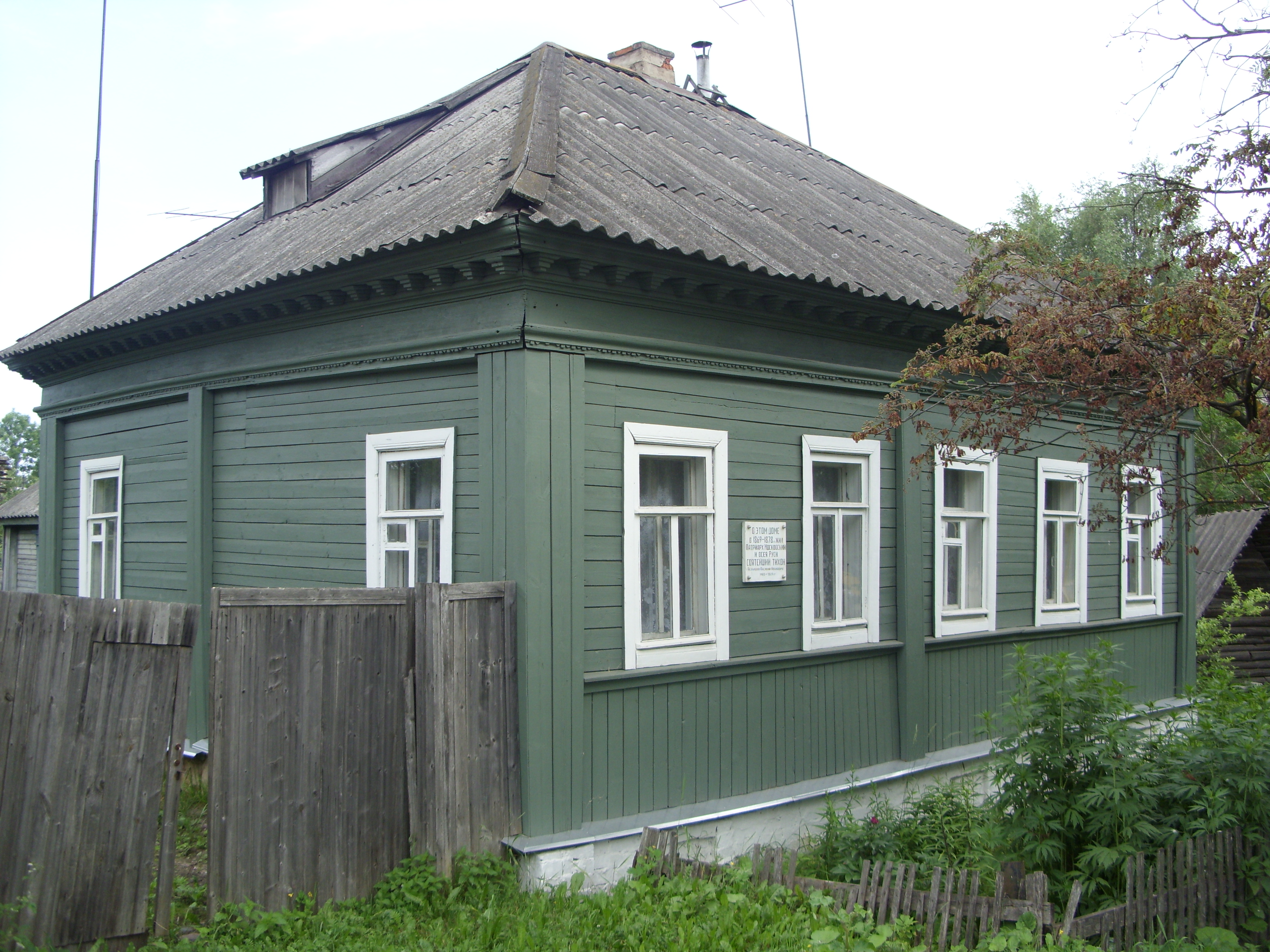
Dom rodziny Biełławinów w Toropcu

Przyszły patriarcha moskiewski i całej Rusi urodził się 19 stycznia 1865 w Klinie, w guberni pskowskiej, w rodzinie prawosławnego kapłana Joanna Timofiejewicza Biełławina i jego żony Anny Gawriłowny, jako najmłodszy z trzech synów. W tym samym roku został ochrzczony w miejscowej cerkwi Zmartwychwstania Pańskiego, otrzymując imię Wasilij na cześć św. Bazylego Wielkiego. Rodzina Biełławinów była głęboko religijna; przodkowie przyszłego hierarchy od strony ojca pełnili kolejno funkcję psalmistów w cerkwi Trójcy Świętej w Borkach (gubernia pskowska). W 1869 rodzina przeprowadziła się do Toropca, gdzie Joann Biełławin został proboszczem parafii Przemienienia Pańskiego. Sytuacja materialna rodziny była trudna i nie różniła się od położenia miejscowych rosyjskich chłopów.
Od dziewiątego roku życia Wasilij Biełławin uczył się w szkole parafialnej w Toropcu, gdzie poznał podstawy języka cerkiewnosłowiańskiego, łaciny i greki, śpiewu cerkiewnego, gramatyki języka rosyjskiego, arytmetyki oraz pisania. Po jej ukończeniu w 1878 wstąpił do seminarium duchownego w Pskowie. W odróżnieniu od wielu swoich kolegów, interesujących się ideami socjalistycznymi, nigdy nie przeżywał kryzysu wiary, wyróżniał się szczerym oddaniem prawosławiu. Po ukończeniu z wyróżnieniem seminarium podjął studia teologiczne w Petersburskiej Akademii Duchownej, które ukończył w 1888 jako kandydat nauk teologicznych. (końcową dysertację poświęcił jansenizmowi). Szczególny wpływ na rozwój jego osobowości w tym okresie miał inspektor, a następnie rektor Akademii, archimandryta Antoni (Wadkowski). Pod kierunkiem ks. Fiłosofa Ornatskiego przyszły patriarcha, będąc studentem, miał okazję wygłaszać kazania w różnych cerkwiach w mieście.
Po ukończeniu studiów Wasilij Biełławin został zatrudniony w seminarium w Pskowie w charakterze wykładowcy dogmatycznej i moralnej oraz języka francuskiego. Opublikował również kilka artykułów na tematy związane z teologią moralną.
Po kilkuletnich rozważaniach związanych z wyborem dalszej drogi życiowej, Wasilij Biełławin złożył 14 grudnia 1891 wieczyste śluby zakonne przed biskupem pskowskim i porchowskim Hermogenem, przyjmując imię Tichon na cześć św. Tichona Zadońskiego. Ceremonia postrzyżyn mniszych miała miejsce w cerkwi Trzech Świętych Hierarchów przy pskowskim seminarium. Następnego dnia został wyświęcony na hierodiakona.
17 marca 1892 na mocy decyzji Świątobliwego Synodu Rządzącego hieromnich Tichon został wyznaczony na inspektora seminarium duchownego w Chełmie. Już w czerwcu tego samego roku został przeniesiony na analogiczne stanowisko w seminarium w Kazaniu, jednak po trzech tygodniach, gdy rektor chełmskiego seminarium archimandryta Klemens został rektorem seminarium w Moskwie, hieromnich Tichon zajął jego miejsce. Pracę dydaktyczną i administracyjną łączył z redagowaniem artykułów teologicznych i społecznych. W czasie sprawowania obowiązków rektora wzniósł przy seminarium cerkiew św. Teodozjusza Czernihowskiego (była to już druga świątynia przy szkole). Był ponadto członkiem rady zarządzającej Bractwa Chełmskiej Ikony Matki Bożej i cenzorem wydawnictw bractwa oraz dziekanem klasztorów żeńskich w eparchii chełmsko-warszawskiej. Wielokrotnie wyjeżdżał poza Chełm, by głosić kazania w wiejskich parafiach.
W swoim nauczaniu w seminarium kładł nacisk na wykorzystanie poznawanych treści teologicznych w rozwiązywaniu problemów życia codziennego. We wspomnieniach osób znających go w tym okresie opisywany jest jako zdolny administrator, człowiek utalentowany, energiczny i staranny.

### Biskup

#### Działalność na Chełmszczyźnie
W grudniu 1896 arcybiskup chełmski i warszawski Flawian prosił Świątobliwy Synod Rządzący o nominację biskupią dla archimandryty Tichona. Uzyskał jednak odpowiedź odmowną, uznano bowiem, iż rektor seminarium chełmskiego jest za młody, by przyjąć chirotonię biskupią. Hierarcha ponowił swoją prośbę po roku, tym razem otrzymując 4 października 1897 zgodę.
Chirotonia biskupia Tichona (Biełławina) na biskupa pomocniczego eparchii chełmsko-warszawskiej z tytułem biskupa lubelskiego odbyła się 19 października 1897 w soborze Trójcy Świętej w kompleksie petersburskiej Ławry św. Aleksandra Newskiego. Jako główny konsekrator wziął w niej udział metropolita petersburski i ładoski Palladiusz. Bezpośrednio po chirotonii Tichon (Biełławin) pozostał w Petersburgu, by wziąć udział w wyświęceniu na biskupa archimandryty Beniamina (Muratowskiego).
Zgodnie z polityką władz carskich, działając na ziemi chełmskiej biskup Tichon działał na rzecz propagowania prawosławia i likwidacji pozostałości unickiej diecezji chełmskiej (zlikwidowanej siłowo w 1875). Według M. Wostryszewa starał się jednak unikać eskalacji konfliktów między polskimi i ruskimi mieszkańcami Chełmszczyzny, a swoim zaangażowaniem w działalność duszpasterską zdobył szacunek nawet części Polaków. W ciągu dziesięciomiesięcznej działalności w eparchii chełmsko-warszawskiej odbył wizyty duszpasterskie w 110 cerkwiach.
Powodem odwołania biskupa Tichona z Chełmszczyzny stał się najprawdopodobniej konflikt ze Świątobliwym Synodem Rządzącym na tle dokonanej przez niego kontroli w żeńskim monasterze Narodzenia Matki Bożej w Leśnej Podlaskiej. Dokonując wizytacji, biskup Tichon uznał, iż jego przełożona, igumenia Katarzyna (Jefimowska), źle zarządza majątkiem klasztoru, i poinformował o tym fakcie ordynariusza eparchii, arcybiskupa Flawiana. Dowiedziawszy się o tym, igumenia Katarzyna, pochodząca z wpływowej rodziny i wysoko ceniona w kręgach cerkiewnych, zażądała od Synodu kary dla młodego hierarchy. W trakcie rozpatrywania sprawy Synod przeniósł arcybiskupa Flawiana (protektora Tichona) na katedrę kartlińską i kachetyńską. Sam Tichon został natomiast wyznaczony na biskupa Aleutów i Alaski, kierownika rosyjskiej misji prawosławnej w Stanach Zjednoczonych.

#### Działalność w Stanach Zjednoczonych

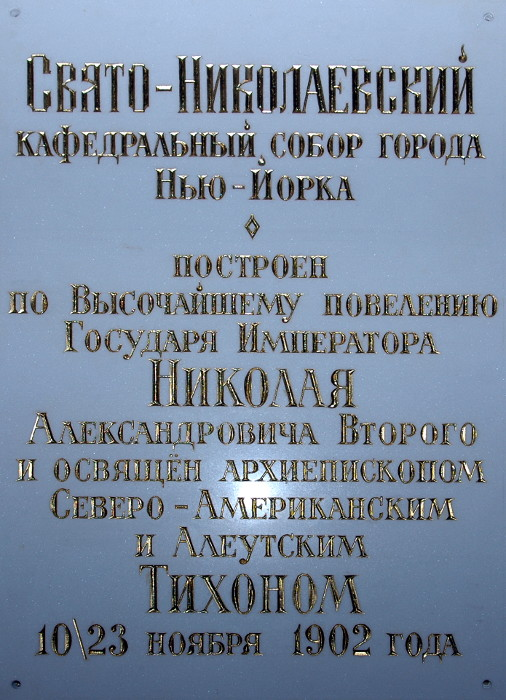
Tablica pamiątkowa w soborze św. Mikołaja w Nowym Jorku, przypominająca o jego poświęceniu przez biskupa Tichona

Biskup Tichon przybył do Nowego Jorku 13 grudnia 1898 na pokładzie statku Champagne wypływającego z Hawru. Następnie po dwutygodniowej podróży dotarł do siedziby eparchii – San Francisco, gdzie powitał go ustępujący biskup Mikołaj.
Jako zwierzchnik struktur Rosyjskiego Kościoła Prawosławnego w Stanach Zjednoczonych Tichon (Biełławin) odbył szereg podróży duszpasterskich do różnych parafii. W 1900 spędził trzy miesiące na Alasce, gdzie działała większość z nich. Szczególnie angażował się również we wznoszenie wolno stojących cerkwi dla prawosławnych wspólnot w USA – wiele z nich posiadało jedynie kaplice domowe. Z jego inicjatywy powstały m.in. sobór św. Mikołaja na nowojorskim Manhattanie oraz sobór Trójcy Świętej w Chicago. Zainicjował również powstanie przy parafiach szeregu szkół i przytułków dla sierot i rozwinął działającą w Minneapolis szkołę misjonarską w seminarium duchowne.
Dzięki staraniom biskupa Tichona w 1900 Świątobliwy Synod Rządzący przemianował eparchię Aleutów i Alaski na eparchię Ameryki Północnej i Alaski, podkreślając szerszy zasięg prawosławnej misji na kontynencie. Samemu Tichonowi nadał godność arcybiskupią. Zdecydował również o skierowaniu do USA biskupa pomocniczego eparchii, Innocentego (Pustynskiego) (w 1903), oraz o wyświęceniu na biskupa archimandryty Rafała (Hawaweeny), prowadzącego za zgodą biskupa Tichona działalność duszpasterską wśród prawosławnych Arabów żyjących w Ameryce. Sam Tichon zwracał szczególną uwagę na wielonarodowy charakter swojej eparchii, wynikły z napływu do USA emigrantów wyznania prawosławnego. Zgodził się na wydzielenie etnicznie serbskich placówek duszpasterskich w jedną strukturę pod kierunkiem archimandryty Sebastiana (Dabovicia) i czynił starania na rzecz utworzenia podobnej administratury dla Greków. W 1900 zdecydował również o przeniesieniu stolicy eparchii do Nowego Jorku.
W 1906 arcybiskup Tichon poświęcił nowo powstały monaster św. Tichona Zadońskiego w South Canaan, pierwszy prawosławny klasztor na kontynencie amerykańskim. W okresie zarządzania przez niego eparchią trwały również konwersje rusińskich emigrantów wyznania greckokatolickiego na prawosławie, zapoczątkowane przez ks. Aleksego Totha jeszcze w czasie sprawowania urzędu arcybiskupa Aleutów i Alaski przez Włodzimierza (Sokołowskiego-Awtonomowa).
Zachowana korespondencja Tichona (Biełławina) z Synodem Rosyjskiego Kościoła Prawosławnego pozwala stwierdzić, iż planował on rozwijać zarządzaną przez siebie strukturę w autonomiczny, a następnie autokefaliczny, wielonarodowy Kościół. Sugerował powołanie w Stanach Zjednoczonych egzarchatu i sprzeciwiał się utrzymywaniu rosyjskiego charakteru eparchii, chcąc, by jednoczyła prawosławnych o różnym pochodzeniu. Hierarcha nauczył się języka angielskiego i zainicjował przekłady tekstów liturgicznych na ten język. Często odprawiał Świętą Liturgię przy użyciu naprzemiennie cerkiewnosłowiańskiego, greckiego i angielskiego. W 1909 powołał do życia pierwsze parafie w Kanadzie.
W planach hierarchy ważnym krokiem na drodze do usamodzielnienia się Kościoła w Ameryce miało być zwołanie w 1905 soboru duchowieństwa i wiernych. Z powodu trudności finansowych zjazd ten odbył się dopiero dwa lata później w Mayfield. Na krótko przed pierwszą sesją soboru arcybiskup Tichon otrzymał informację o swoim przeniesieniu na katedrę jarosławską i rostowską.
W ocenie D. Pospiełowskiego działalność Tichona (Biełławina) w Stanach Zjednoczonych położyła faktyczne podwaliny pod powstanie w 1970 autokefalicznego Kościoła Prawosławnego w Ameryce.

#### Arcybiskup jarosławski i rostowski

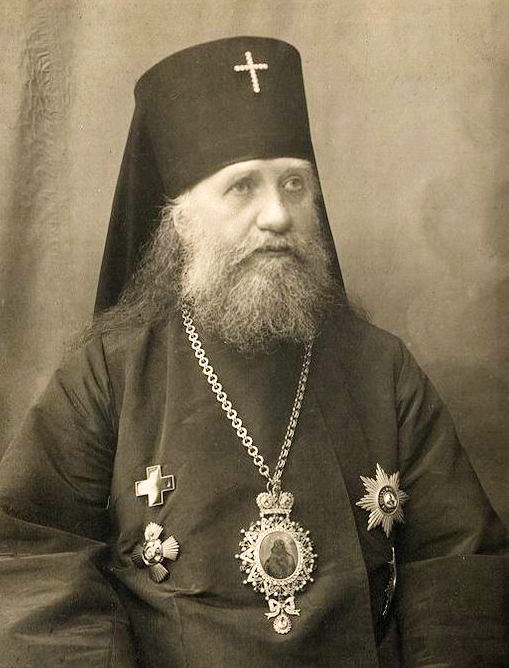
Arcybiskup Tichon (Biełławin), fotografia z początku XX wieku

Arcybiskup Tichon przybył do Jarosławia 11 kwietnia 1907. Podobnie jak w poprzednich zarządzanych eparchiach, wielokrotnie wyjeżdżał z wizytami duszpasterskimi do parafii wiejskich, spotykał się z duchowieństwem i rodzinami kapłanów, nadzorował działalność szkół cerkiewnych. W 1908 udał się natomiast z osobistą wizytą do szczególnie szanowanego w całej Rosji, uważanego za proroka ks. Jana Siergijewa. Po rozmowie z arcybiskupem kapłan zaprosił Tichona, by ten zajął jego miejsce, co uznano za przepowiednię odnoszącą się do przyszłości hierarchy.
21 maja 1913, w czasie uroczystych obchodów trzystu lat panowania Romanowów w Rosji, arcybiskup Tichon witał w Jarosławiu przybywającego z wizytą cara Mikołaja II. Był zwolennikiem samodzierżawia i uważał je za wyznaczoną przez Boga dla Rosji formę ustroju; twierdził przy tym, że funkcjonuje ono we właściwy sposób tylko wtedy, gdy car kieruje się w życiu zasadami etyki prawosławnej. Głosił jednak, że w każdym wypadku władza carska powinna być respektowana.
2 stycznia 1914 Świątobliwy Synod Rządzący przeniósł arcybiskupa Tichona na katedrę wileńską i litewską, zaś dotychczasowego hierarchę wileńskiego Agatangela wyznaczył na arcybiskupa jarosławskiego. Prawdopodobną przyczyną powierzenia Tichonowi (Biełławinowi) znacznie mniej prestiżowej katedry niż poprzednia był fakt, iż wbrew zaleceniom Synodu nie prowadził aktywnej działalności w organizacjach monarchistycznych. Wszedł również w konflikt z miejscowym gubernatorem. Już po wyjeździe z Jarosławia został honorowym obywatelem tego miasta.

#### Arcybiskup wileński i litewski

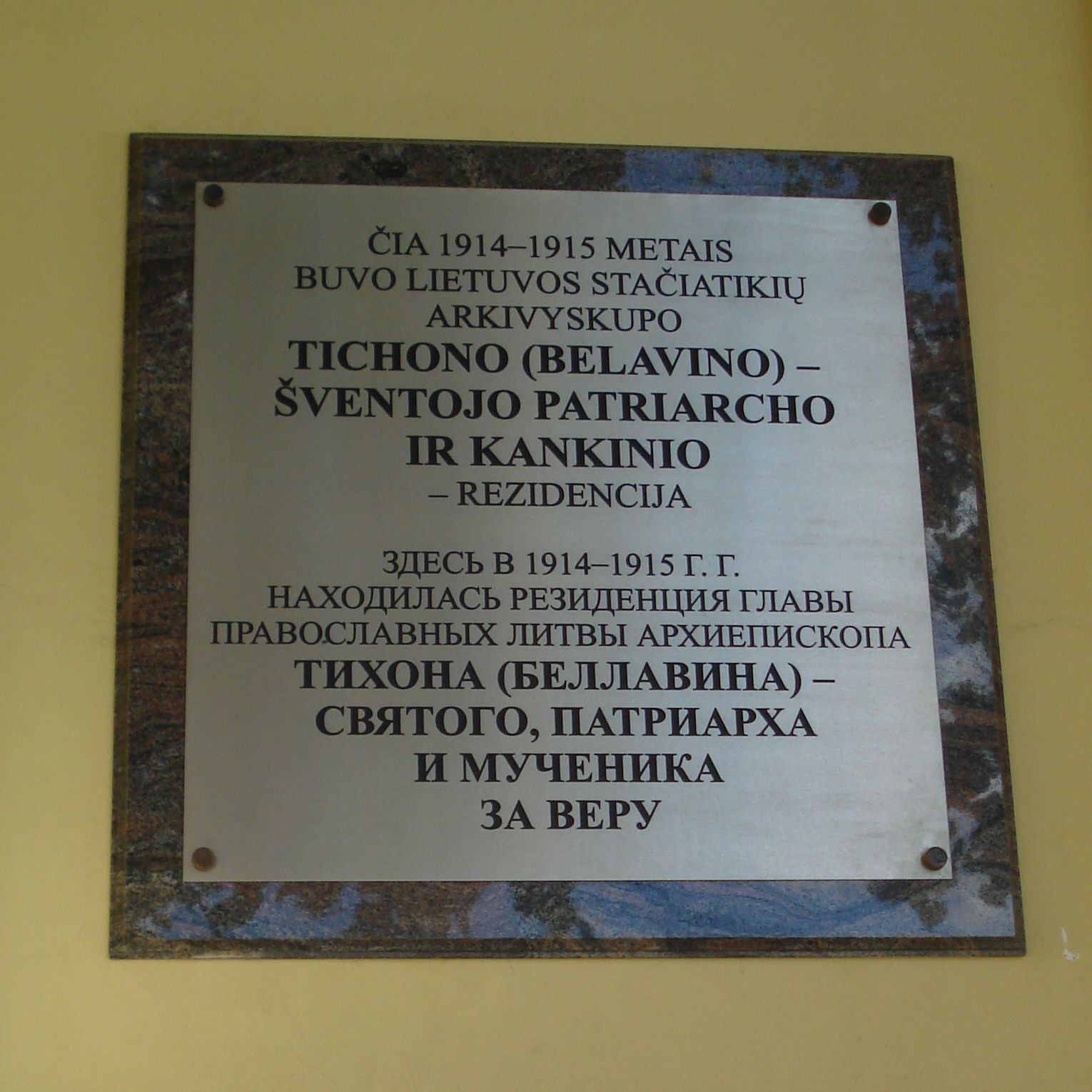
Tablica na dawnej rezydencji prawosławnych biskupów wileńskich upamiętniająca Tichona (Biełławina)

24 stycznia 1914 arcybiskup Tichon przybył do Wilna i został powitany w miejscowym monasterze Świętego Ducha. Również na katedrze wileńskiej wielokrotnie odwiedzał parafie wiejskie, dokonywał kontroli w monasterach, nadzorował działalność szkół cerkiewnych, regularnie głosił kazania. W odróżnieniu od swojego poprzednika zrezygnował z poruszania się z eskortą i w galowym powozie, udając się poza Wilno w stroju zwykłego mnicha. Jego skromność wzbudzała szacunek nie tylko wśród wyznawców prawosławia.
Po wybuchu I wojny światowej arcybiskup Tichon, podobnie jak wielu innych hierarchów Rosyjskiego Kościoła Prawosławnego, zaangażował się w organizację szpitali polowych i zbiórkę funduszy na cele wojskowe. Błogosławił udające się na front oddziały rosyjskie i odwiedzał rannych w lazaretach, odprawiał nabożeństwa w intencji zwycięstwa Rosji w wojnie. Za swoją działalność został wyróżniony prawem noszenia brylantowego krzyża na kłobuku.
W 1915, wobec zbliżania się do Wilna wojsk niemieckich, arcybiskup opuścił miasto i udał się do Moskwy, wywożąc do Monasteru Dońskiego relikwie świętych męczenników wileńskich. W 1916 został czasowym członkiem Świątobliwego Synodu Rządzącego i wyjechał do Petersburga w celu wzięcia udziału w jego pracach.

#### Metropolita moskiewski
Po rewolucji lutowej arcybiskup Tichon, razem z sześcioma innymi członkami Synodu, zaprotestował przeciwko utrzymaniu instytucji oberprokuratora Synodu i tym samym kontroli Rosyjskiego Kościoła Prawosławnego przez Rząd Tymczasowy. Stało się to przyczyną jego odsunięcia od prac Synodu.
Zgodnie z przyjętą po obaleniu caratu procedurą wyboru hierarchów cerkiewnych drogą demokratycznego głosowania zjazdów duchowieństwa i świeckich, w czerwcu 1917 arcybiskup Tichon (Biełławin) został wybrany na nowego ordynariusza eparchii moskiewskiej, w miejsce metropolity Makarego. W Moskwie był postacią mało znaną. Jego kandydaturę zgłoszono do wyborów jako „kandydata kompromisowego”. W pierwszej turze wyborów Tichon uzyskał 297 głosów, tyle samo, co były oberprokurator Świątobliwego Synodu Aleksandr Samarin (świecki). W drugiej turze zagłosowało na niego 481 z 800 delegatów. O zwycięstwie Tichona zadecydowały głosy delegatów duchowieństwa, którzy w większości poparli jego kandydaturę, by nie dopuścić do wyboru kandydata nieposiadającego w momencie wyboru święceń kapłańskich. 23 czerwca 1917 (według innego źródła – w sierpniu)otrzymał godność metropolity moskiewskiego i kołomieńskiego.
15/28 sierpnia 1917 w soborze Zaśnięcia Matki Bożej na moskiewskim Kremlu miało miejsce uroczyste otwarcie pierwszej sesji Soboru Lokalnego Rosyjskiego Kościoła Prawosławnego, który miał dokonać gruntownej reformy Kościoła i dostosować jego strukturę do nowej sytuacji politycznej. Jednym z zagadnień, jakie planowano przedyskutować w czasie obrad, była kwestia przywrócenia instytucji Patriarchatu Moskiewskiego i całej Rusi. Dzień po otwarciu soboru metropolita Tichon wygłosił w soborze Chrystusa Zbawiciela w Moskwie mowę powitalną do uczestników w imieniu prawosławnych mieszkańców Moskwy. Przypominał w nim rolę miasta w historii kraju i Cerkwi, a także wzywał Rosjan do ratowania ojczyzny, która jego zdaniem znalazła się na krawędzi upadku.
Tichon (Biełławin) jeszcze przed objęciem katedry jarosławskiej i rostowskiej był zwolennikiem restauracji patriarchatu. Kwestia ta budziła w czasie obrad soboru żywe kontrowersje. O podjęciu uchwały o przywróceniu patriarchatu przesądził argument, iż w razie konfliktów między władzą świecką i duchowną Rosyjski Kościół Prawosławny będzie skuteczniej reprezentowany przez jednego zwierzchnika niż przez Synod.

### Patriarcha

#### Wybór na patriarchę

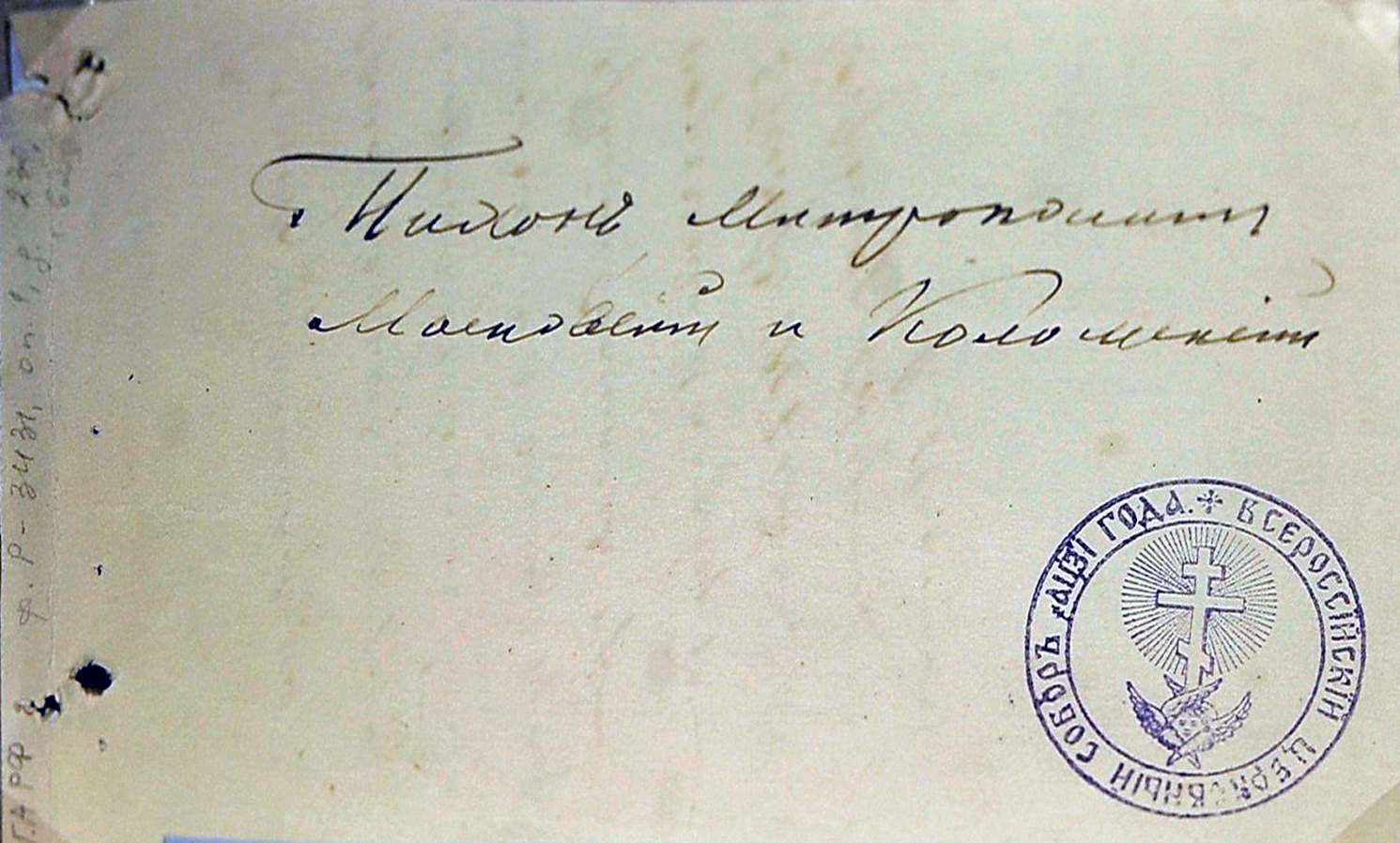
Karta z imieniem metropolity moskiewskiego i kołomieńskiego Tichona użyta w losowaniu decydującym o wyborze patriarchy

Uchwałą soboru wybór nowego patriarchy moskiewskiego i całej Rusi odbył się w dwóch etapach: w pierwszym wskazywano kandydatów, drugim miało być losowanie patriarchy spośród trzech najpopularniejszych. W pierwszej turze tajnego głosowania delegaci wskazywali jednego kandydata. Metropolita Tichon uzyskał wówczas 23 głosy i zajął trzecie miejsce, za metropolitą charkowskim Antonim i arcybiskupem tambowskim Cyrylem. Tura ta została jednak unieważniona, ponieważ trzech delegatów wskazało jako kandydata osobę świecką, której wybór był niemożliwy. Zmieniono wówczas zasady pierwszego etapu wyborów i poproszono głosujących o wskazywanie trzech najwłaściwszych kandydatów na tron patriarszy. Warunkiem zaakceptowania kandydatury do losowania było uzyskanie 155 głosów (uprawnionych do głosowania było 309 osób). Metropolita Tichon został wskazany w trzeciej turze głosowania, po metropolicie charkowskim Antonim i metropolicie nowogrodzkim Arseniuszu, uzyskując 162 głosy.
Decydujące losowanie odbyło się 5 listopada 1917. Kartę z imieniem przyszłego zwierzchnika Kościoła wylosował z koszyka ustawionego przed Włodzimierską Ikoną Matki Bożej mnich Aleksy (Sołowjow), zaś wynik wyborów ogłosił zebranym metropolita kijowski i halicki Włodzimierz. On też oficjalnie zadał Tichonowi pytanie, czy przyjmuje urząd; uzyskał odpowiedź twierdzącą. Intronizacja nowego patriarchy odbyła się w soborze Zaśnięcia Matki Bożej 17 listopada 1917. Obrzęd wprowadzenia Tichona (Biełławina) na tron patriarchów moskiewskich przeprowadzili metropolici kijowski i halicki Włodzimierz oraz tyfliski Platon. Na potrzeby intronizacji patriarchy opracowany został jej nowy ryt – starsze, używane przy intronizacjach w okresie przedsynodalnym nie nadawały się do wykorzystania w zmienionej sytuacji politycznej. Tichonowi wręczono przechowywane na Kremlu riasę patriarchy moskiewskiego Hermogena, żezł metropolity kijowskiego Piotra II oraz mitrę, mantię, krzyż i kłobuk patriarchy moskiewskiego Nikona.
W momencie objęcia urzędu Tichon uważany był za hierarchę umiarkowanego w poglądach, a przy tym utalentowanego i doświadczonego organizatora. Jeden z zagranicznych obserwatorów soboru opisał go natomiast jako

pobożnego prostego mnicha (…) którego cechowała więcej niż odrobina rosyjskiego fatalizmu i apatii

#### Działalność w latach rosyjskiej wojny domowej

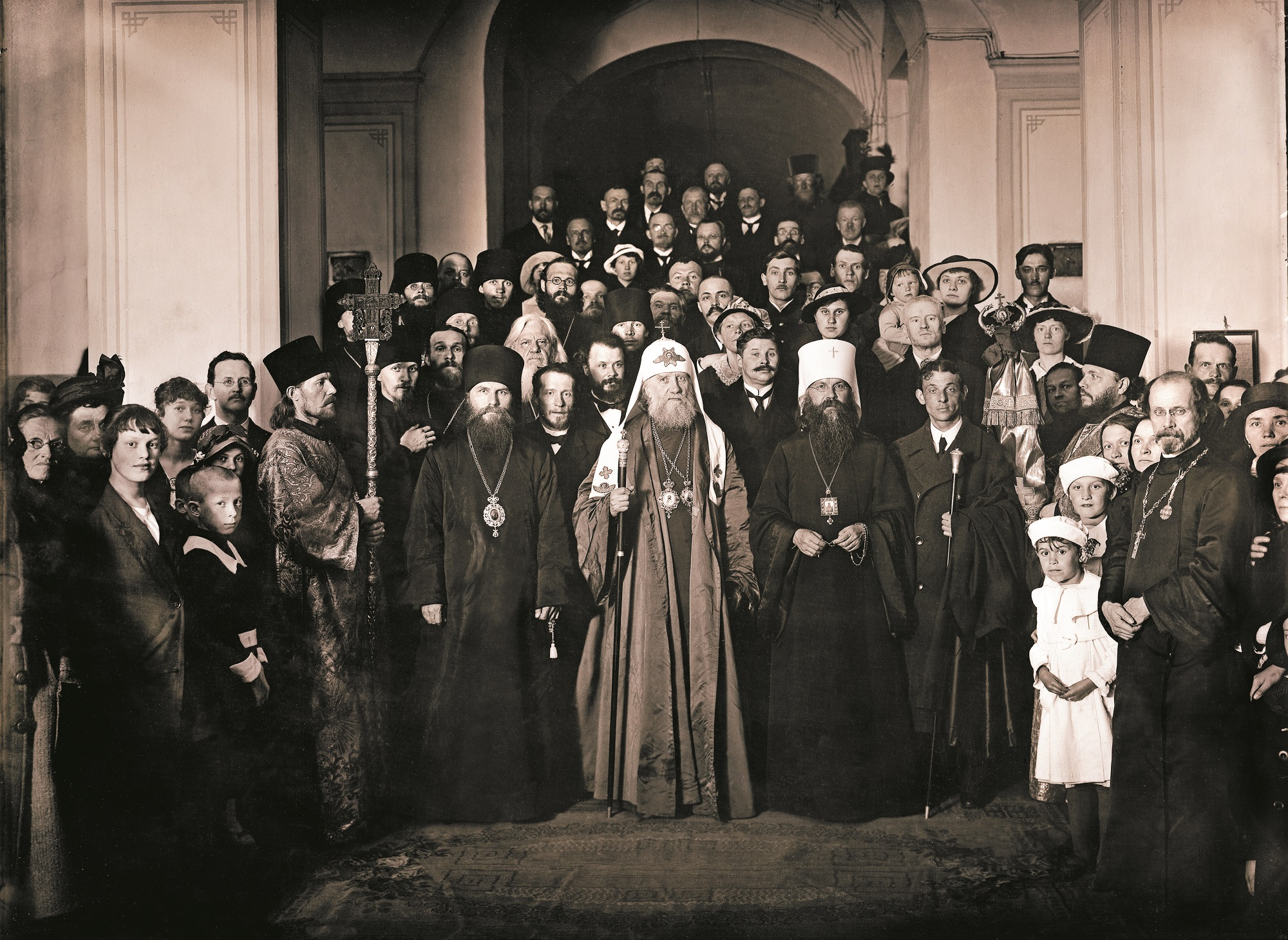
Wizyta duszpasterska patriarchy Tichona w Piotrogrodzie, 1918. Po prawej stronie patriarchy metropolita piotrogrodzki i gdowski Beniamin.

Od momentu przejęcia władzy w Rosji po rewolucji październikowej bolszewicy podjęli działania, które miały podważyć pozycję Rosyjskiego Kościoła Prawosławnego, a w dalszej perspektywie doprowadzić do jego całkowitej likwidacji. Wynikało to z faktu, że ateizm, oparty na argumentacji Karola Marksa, stanowił jeden z integralnych elementów ideologii komunistycznej, na której oparty był program Rosyjskiej Komunistycznej Partii (bolszewików).
Bezpośrednio po swoim wyborze nowy patriarcha zamierzał całkowicie odciąć się od aktywności pozareligijnej, którą uważał za sprzeczną z powołaniem Kościoła. W konflikcie z Radą Komisarzy Ludowych znalazł się zdaniem Richarda Pipesa „wbrew swoim intencjom”. Paweł Wieczorkiewicz wyraził pogląd, że Tichon starał się, by Kościół nie angażował się w politykę, z wyjątkiem występowania po stronie pokrzywdzonych w konfliktach trwających w kraju. 19 stycznia/1 lutego patriarcha obłożył anatemą wszystkich dopuszczających się prześladowań Cerkwi (słowo bolszewicy w mowie nie padło). W swoim wystąpieniu nawiązywał do przypadków grabienia cerkwi i klasztorów przez przedstawicieli nowych władz lub przez rosyjskich chłopów, wzywał do zaprzestania ataków na religię i nazywał je dziełem szatana. Wszystkich duchownych Rosyjskiego Kościoła Prawosławnego wezwał do obrony wiary. W marcu 1918, z powodu rosnącej liczby zabójstw duchownych (w styczniu zginął metropolita kijowski Włodzimierz), patriarcha rozesłał do wszystkich eparchii polecenie, by badać każdy przypadek prześladowań religijnych i przesyłać informacje o nim do Synodu. 15 marca 1918 apelował bezskutecznie o niepodpisywanie przez Rosję separatystycznego pokoju z Niemcami. 11/24 marca 1918 Tichon ponownie wygłosił anatemę, adresując ją tym razem w stronę wszystkich niszczących cerkwie oraz klasztory lub dopuszczających się aktów agresji wobec duchowieństwa. Patriarcha regularnie odprawiał nabożeństwa, pojawiając się w 1918 w co najmniej 50 różnych świątyniach Moskwy. W dniach 11–16 czerwca 1918 przebywał z wizytą duszpasterską w Piotrogrodzie, gdzie był witany przez tłumy wiernych i rozmawiał m.in. z delegacją robotników Zakładów Putiłowskich. W swoich wystąpieniach wzywał do trwania przy wierze.
Po rozstrzelaniu byłego cara Mikołaja II i jego rodziny w Jekaterynburgu w lipcu 1918 patriarcha Tichon poinformował o tym wiernych w czasie nabożeństwa w soborze Kazańskiej Ikony Matki Bożej w Moskwie. Stwierdził, iż muszą oni we własnym sumieniu ocenić to wydarzenie, gdyż jeśli tego nie uczynią, okażą się współwinni zabójstwa Romanowów. W wystąpieniu wzywał, by wierni nie obawiali się prześladowań, uwięzienia, a nawet śmierci.
Ze względu na sytuację w kraju i obawę o życie patriarchy rada grupująca przedstawicieli prawosławnych parafii Moskwy sformowała grupę ochotników, którzy mieli obserwować jego rezydencję i w razie aresztowania Tichona zwołać wiernych, by stanęli w jego obronie. Patriarcha wyznaczył również w tajemnicy kandydatów na locum tenens Patriarchatu Moskiewskiego w wypadku swojego aresztowania lub śmierci. Odmówił natomiast wyjazdu za granicę, który sugerowała mu część hierarchii po tym, gdy pojawiły się pierwsze informacje o zabójstwie byłego cara Mikołaja II i jego rodziny. We wrześniu 1918 na łamach moskiewskiej prasy rządowej pojawiły się pierwsze oskarżenia Tichona o współpracę z angielską i francuską dyplomacją w celu obalenia władzy radzieckiej. Był to początek szerszej kampanii wymierzonej w osobę patriarchy, w czasie której oskarżano go o działalność kontrrewolucyjną i podżeganie do pogromów. W tym samym miesiącu patriarcha udał się z wizytą duszpasterską do Jarosławia i Rostowa. Był to jego ostatni wyjazd poza Moskwę; w kolejnych latach podobne inicjatywy blokowały władze radzieckie.
Patriarcha Tichon odmawiał oficjalnego uznania władzy radzieckiej za legalną, ale nie poparł również otwarcie ruchu Białych. Wzywał do pokoju w kraju, twierdząc zarazem, że Rosyjski Kościół Prawosławny jest instytucją apolityczną i nie będzie wspierać żadnej z działających w kraju sił. Apelując o pokój, zwrócił się w rocznicę rewolucji październikowej z listem otwartym do Rady Komisarzy Ludowych, domagając się zaprzestania ataków na religię i podjęcia działań na rzecz zakończenia wojny domowej. Zarzucił bolszewikom, iż obiecali ludziom wolność, po czym nie wywiązali się z tego zobowiązania. List Tichona został uznany za akt działalności kontrrewolucyjnej. W domu hierarchy Czeka dokonała rewizji, w czasie której duchownemu odebrano panagie, dwa krzyże i mitrę. Następnie został on osadzony w areszcie domowym i podlegał stałemu nadzorowi funkcjonariuszy Czeka. Przeciwko hierarsze otwarto trzy sprawy karne, m.in. o wzywanie do zbrojnego powstania antyrządowego. W czasie przesłuchania patriarcha stwierdził, iż mimo faktu, że nie popiera wielu kroków podjętych przez Radę Komisarzy Ludowych, nie czuje się upoważniony do osądzania władzy świeckiej, a zatem do apelowania o bunt przeciwko niej.

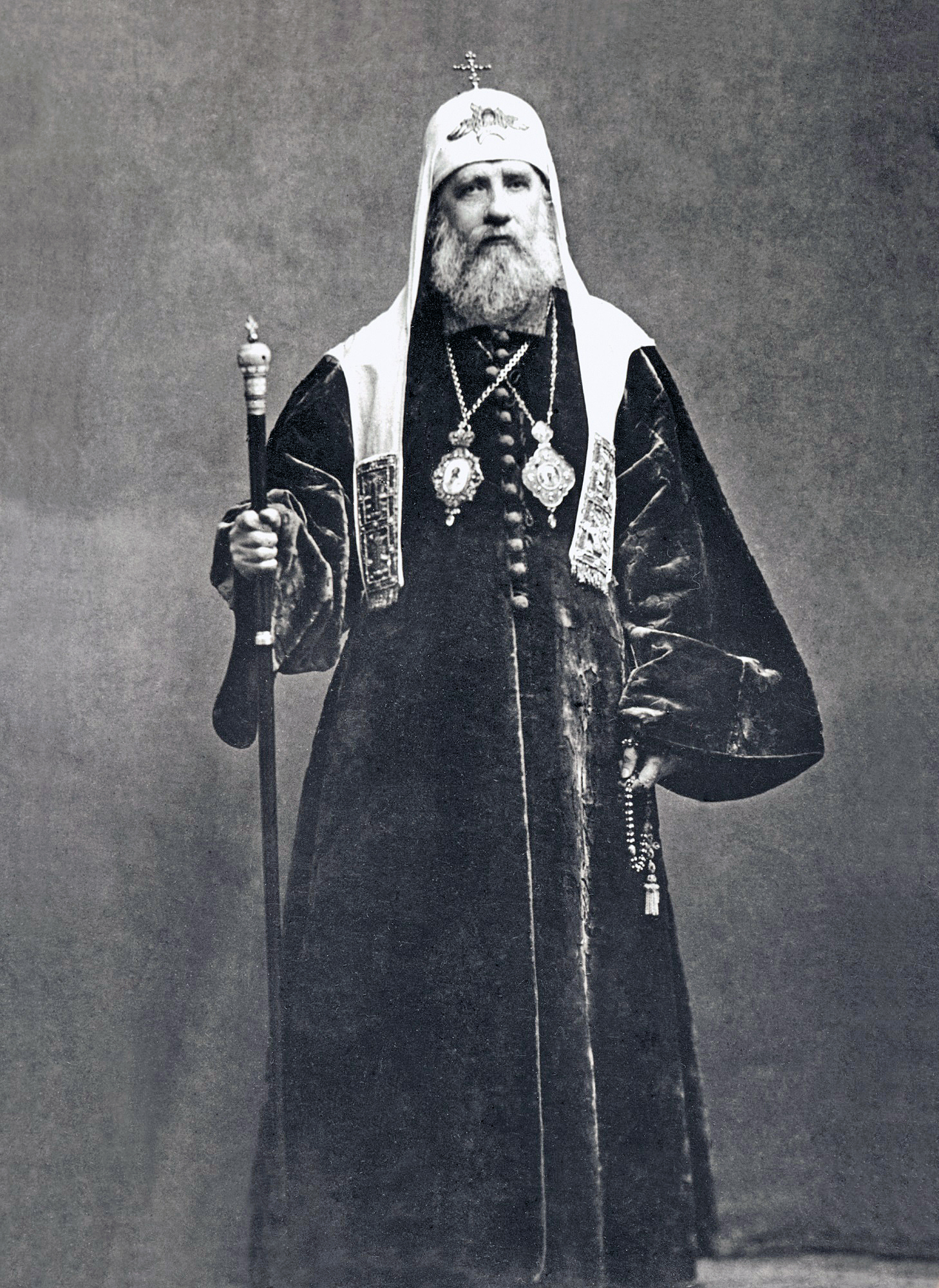
Patriarcha Tichon. Fotografia z lat 20. XX wieku.

Apele o zwolnienie Tichona z aresztu kierowane do władz przez najwyższe organy Rosyjskiego Kościoła Prawosławnego pozostały bez odzewu. Patriarcha odzyskał wolność dopiero wskutek międzynarodowego rozgłosu swojej sprawy, 6 stycznia 1919. Następnego dnia mógł odprawiać Świętą Liturgię w święto Narodzenia Pańskiego. Wiosną tego samego roku bezskutecznie domagał się od władz zarzucenia akcji otwarcia relikwii prawosławnych świętych. Równocześnie nadal zabraniał duchowieństwu angażowania się w politykę, a także nakazywał posłuszeństwo wobec władz w sytuacjach, gdy nie naruszałoby to sumienia chrześcijanina. List ten został wydany w wersji ocenzurowanej, sugerującej, iż Tichon wzywał do posłuszeństwa rządowi we wszelkich okolicznościach. Do końca roku patriarcha niemal codziennie odprawiał nabożeństwa w różnych cerkwiach. W związku z jego znaczną popularnością, co budziło negatywne odczucia władz, od 1920 poszczególne parafie musiały uzyskiwać zgodę przewodniczącego WCIK na przybycie patriarchy do konkretnej cerkwi.
12 lipca 1919 patriarcha Tichon został zaatakowany nożem przez nieznaną kobietę, uznaną następnie za psychicznie chorą, w momencie, gdy wychodził z soboru Chrystusa Zbawiciela po zakończonej Świętej Liturgii. Kobieta uderzyła go nożem w bok, trafiając w skórzany pas, co najprawdopodobniej uratowało życie hierarchy.
W maju 1920, ponownie bez rezultatu, pisał do władz z prośbą o niezamykanie ławry Troicko-Siergijewskiej.
Jako patriarcha Tichon wyróżniał się skromnością i otwartością. W swojej rezydencji codziennie przyjmował wiernych zwracających się do niego z prośbami o modlitwy i porady duchowe. W zachowanych wspomnieniach współczesnych przedstawiany jest jako człowiek nad wyraz spokojny, niepozbawiony poczucia humoru, taktowny i cierpliwy.

#### Patriarcha wobec głodu na Powołżu i konfiskaty majątku Kościoła
Po wybuchu klęski głodu na Powołżu w 1920 w prasie bolszewickiej oraz na zebraniach organizowanych przez partię pojawiły się sugestie o możliwości pozyskania środków na walkę z głodem poprzez konfiskatę i sprzedaż cennych ruchomości cerkiewnych. Zdaniem Richarda Pipesa autorem opisanej koncepcji był Lew Trocki, z kolei Włodzimierz Lenin zaaprobował ją, gdyż liczył, iż patriarcha Tichon sprzeciwi się jej i tym samym będzie mógł zostać przedstawiony jako „wróg ludu”, zaś Rosyjski Kościół Prawosławny po represjach straci resztki samodzielności. Hierarcha zaproponował jednak przekazanie na pomoc ofiarom głodu liturgicznych naczyń niepoświęconych, których przeznaczenie na cele świeckie nie było – zgodnie z prawem kanonicznym – świętokradztwem. Jego oferta nie spotkała się jednak z akceptacją, chociaż władze początkowo zainteresowały się nią, a nawet pozwoliły na publikację apelu patriarchy w prasie. W sierpniu 1921 patriarcha powołał do życia Wszechrosyjski Cerkiewny Komitet Pomocy Głodującym i wystosował list otwarty z apelem o pomoc dla Rosjan. Państwo radzieckie przyjęło pomoc zagraniczną, zdelegalizowało jednak Komitet Cerkiewny. W lutym 1922, gdy rządowa kampania na rzecz konfiskaty uległa nasileniu, Tichon ponownie zabrał głos w tej sprawie: zaoferował dobrowolne przekazanie przedmiotów niepoświęconych oraz kwoty równej wartości pozostałych kosztowności. Wprowadzał przy tym szereg zastrzeżeń, mających pogodzić akcję z prawem kanonicznym: przedmioty niepoświęcone nie miały być dotykane przez osoby świeckie, ponadto w przypadku wypadków świętokradztwa duchowni mieli nie podpisywać protokołu konfiskaty. Liderzy partii bolszewickiej nie byli jednomyślni w kwestii oceny tej propozycji. Ostatecznie jednak postanowili ją odrzucić, o czym przesądził fakt zbliżania się konferencji w Genui, której przedmiotem miał być rosyjski dług zagraniczny. Lenin uznał, że kraje zachodnie zbyt bardzo liczą na odzyskanie wierzytelności, by podjąć obronę Rosyjskiego Kościoła Prawosławnego. Dekretem z 26 lutego 1922 Rada Komisarzy Ludowych postanawiała podjąć konfiskatę wszystkich cennych przedmiotów należących do Cerkwi, niezależnie od ich przeznaczenia. Reakcją patriarchy była zdecydowana odmowa dobrowolnego przekazania utensyliów, które były bezpośrednio używane w czasie nabożeństw. Twierdził on, że naczynia używane w czasie liturgii są dobrem narodowym, należą do wszystkich Rosjan, dlatego ich niszczenie lub sprzedaż za granicę byłoby naganne. Podkreślał, że przemoc nie może być środkiem pozyskiwania środków dla głodujących, choć uznawał konieczność udzielenia im pomocy i zaangażowania Cerkwi w tym zakresie. W liście do biskupów z 28 lutego tego samego roku stwierdził, że o ile nie sprzeciwia się przekazywaniu elementów wyposażenia świątyń, bez których możliwe jest odprawianie nabożeństw, o tyle konfiskata poświęconych naczyń jest świętokradztwem i powinna być odpowiednio karana zgodnie z prawem kanonicznym. Wypowiedź patriarchy rząd przedstawił jako dowód antychrześcijańskiego postępowania Cerkwi i jej obojętności wobec nieszczęścia wiernych. Ponadto większość wiernych odczytała apel Tichona jako wezwanie do oporu wobec przeprowadzających konfiskatę. W rezultacie przejmowanie kosztowności znajdujących się w cerkwiach spotkało się z aktami oporu. Według cytowanych przez Pipesa źródeł radzieckich ok. 250 przypadków czynnego protestu przeciw konfiskacie trafiło przed Trybunał Rewolucyjny. Radzieckie gazety pisały nawet o 1414 „krwawych zajściach”, z których największym echem odbiły się zamieszki w Szui 15 marca 1922.
Bezpośrednio po wydarzeniach w Szui Lenin skierował do Biura Politycznego partii tajny list, w którym twierdził, że opór wobec akcji konfiskaty świadczy o istnieniu szerszego antyradzieckiego planu „czarnosecinnego duchowieństwa” na czele z patriarchą Tichonem. Zamieszki miały być jedynie jego elementem. 22 marca 1922 Politbiuro uznało za konieczne aresztowanie patriarchy i całego Synodu Kościoła w terminie dziesięciu dni. Część działaczy partyjnych, m.in. Nikołaj Bucharin, domagała się jeszcze bardziej zdecydowanej rozprawy z Cerkwią i rozstrzelania patriarchy. Do realizacji tych zamiarów w pierwotnie założonym kształcie nie doszło.
26 kwietnia 1922 trybunał rewolucyjny Moskwy rozpoczął proces 54 duchownych i świeckich oskarżonych o czynny opór wobec akcji konfiskaty kosztowności. Po trwającym 11 dni postępowaniu zapadło jedenaście wyroków śmierci, z czego pięć zostało wykonanych. Jednym z rozstrzelanych był hieromnich Makary (Tielegin), służący w cerkwi domowej w rezydencji patriarchy. 5 maja 1922 w charakterze świadka przed sądem przesłuchiwany był sam Tichon, nazywany konsekwentnie „obywatelem Bieławinem”. Odpowiadając na pytania, konsekwentnie twierdził, że respektuje prawodawstwo radzieckie, pod warunkiem, że nie stoi ono w sprzeczności z etyką prawosławną. Podkreślał również, że jako patriarcha, w zgodzie z prawem kanonicznym, mógł wystosować do wiernych listy odnoszące się do akcji konfiskaty kosztowności. Zapytany, czy nie czuje się winien zajść w Szui i innych miejscowościach, gdzie padły ofiary śmiertelne, zaprzeczył.
Część prasy radzieckiej, mimo nieprzychylnego stosunku do podsądnych duchownych (w momencie rozpoczęcia procesu informowano o sądzie nad „wrogami ludu”, wymieniając wśród nich także Tichona) podkreślała pełne godności zachowanie Tichona w czasie przesłuchania i szacunek, jaki okazywała mu znaczna część publiczności. W czasie „procesu pięćdziesięciu czterech” najwyższe władze radzieckie przygotowywały już podobny sąd nad najwyższą hierarchią Rosyjskiego Kościoła Prawosławnego. Korespondencja patriarchy podlegała stałej kontroli, w jego rezydencji pojawiali się prowokatorzy. Część jego współpracowników i wiernych obawiała się porwania i wywiezienia duchownego.
W dniu swojego przesłuchania przed sądem Tichon po raz pierwszy był przesłuchiwany w siedzibie moskiewskiego GPU, gdzie wzywano go następnie jeszcze wielokrotnie. Od patriarchy żądano publicznego wystąpienia potępiającego działalność białych emigrantów rosyjskich oraz głoszącego pochwałę komunizmu i sytuacji w Rosji. Padło także żądanie, by Cerkiew przekazała państwu wszystkie posiadane cenne przedmioty, poza absolutnie niezbędnymi. Tichon odmówił jego spełnienia.

#### Patriarcha wobec Rosyjskiego Kościoła Prawosławnego poza granicami Rosji

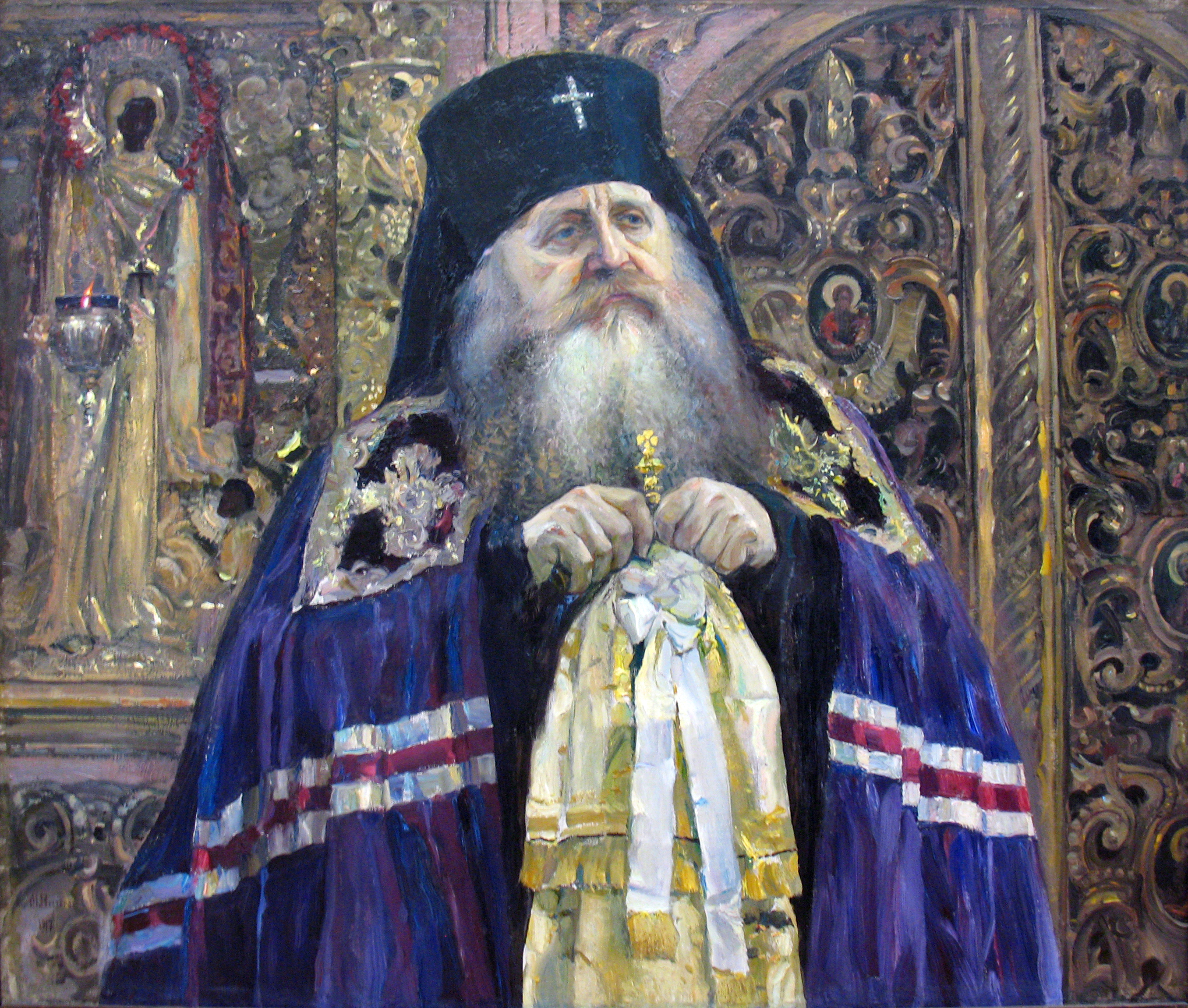
Metropolita Antoni (Chrapowicki) wbrew stanowisku patriarchy Tichona stanął na czele Rosyjskiego Kościoła Prawosławnego poza granicami Rosji

W 1920 w Stambule, za zgodą hierarchii Patriarchatu Konstantynopolitańskiego, ukonstytuował się Tymczasowy Wyższy Zarząd Rosyjskiego Kościoła Prawosławnego poza granicami Rosji, w skład którego weszli biskupi rosyjscy, którzy emigrowali z Rosji razem z wojskami Antona Denikina. Liderem grupy był dotychczasowy metropolita kijowski Antoni (Chrapowicki). Struktura ta miała podlegać patriarsze Konstantynopola na prawach Kościoła autonomicznego i roztaczać opiekę duchową nad białą emigracją rosyjską. W roku następnym Zarząd przeniósł swoją siedzibę do Królestwa Serbów, Chorwatów i Słoweńców. W tym samym momencie doszło do zdecydowanego zwrotu w oficjalnych oświadczeniach Tymczasowego Zarządu. Jego twórcy określali się od tej pory jako kontynuatorzy Wyższego Zarządu Cerkwi na Południu Rosji powstałego w maju 1919 w Nowoczerkasku i działającego na obszarze zajętym przez wojska Białych. Biskupi ci uznali za swojego honorowego zwierzchnika patriarchę Moskwy, zadeklarowali jednak, że panująca sytuacja polityczna uniemożliwia praktyczną realizację jego władzy w Kościele. W praktyce oznaczało to początek tworzenia niezależnej od Patriarchatu administratury, której mieli podlegać Rosjanie żyjący poza ZSRR. 5 maja 1922 patriarcha Tichon zażądał rozwiązania Tymczasowego Zarządu, zarzucając mu przedkładanie działalności politycznej (tj. propagowania idei restauracji caratu) nad posługę religijną (zdaniem M. Wostryszewa mógł to uczynić pod naciskiem GPU). Pod naciskiem działaczy monarchistycznej emigracji rosyjskiej Zarząd nie dokonał jednak samorozwiązania i we wrześniu 1922 ogłosił powstanie Rosyjskiego Kościoła Prawosławnego poza granicami Rosji. Patriarcha Tichon stał nadal na stanowisku, iż jedyną legalną instytucją grupującą rosyjskie parafie prawosławne poza Rosją jest utworzony przezeń Zachodnioeuropejski Egzarchat Rosyjskiego Kościoła Prawosławnego kierowany od 1921 przez metropolitę Eulogiusza (Gieorgijewskiego).

#### Patriarcha wobec ruchów na rzecz powstania nowych Kościołów prawosławnych na dawnych ziemiach Imperium Rosyjskiego
Wobec zmiany granic Rosji po upadku Imperium Rosyjskiego pojawił się problem przyszłej przynależności jurysdykcyjnej administratur prawosławnych na terenach, które znalazły się w nowo powstałych niepodległych państwach.
Patriarcha Tichon negatywnie odniósł się do jednostronnej deklaracji przywrócenia autokefalii Gruzińskiego Kościoła Prawosławnego, dokonanej jeszcze w marcu 1917. Nie rozważając samych podstaw dla istnienia w Gruzji samodzielnej Cerkwi prawosławnej, Tichon skrytykował sposób działania hierarchii gruzińskiej, usunięcie przez nią egzarchy Gruzji metropolity Platona i wybór Katolikosa-Patriarchy Kiriona II; jego zdaniem sprawa Kościoła w Gruzji powinna być rozstrzygana z udziałem delegatów gruzińskich na Soborze Lokalnym. Apel Tichona o rozstrzygnięcie sprawy autokefalii opisywaną drogą nie spotkał się z odzewem. W rezultacie Rosyjski Kościół Prawosławny nie uznawał Gruzińskiego Kościoła Prawosławnego za kanoniczny; sytuacja ta zmieniła się dopiero w 1943.
Patriarcha odnosił się równie negatywnie do ruchu na rzecz powstania autokefalicznego Kościoła ukraińskiego. Jego stanowisko reprezentował w Kijowie metropolita tego miasta Włodzimierz (Bogojawleński), do swojej śmierci z rąk żołnierzy Armii Czerwonej w styczniu 1918. Tichon zgodził się na omówienie sytuacji na Ukrainie na Soborze Wszechukraińskim, który rozpoczął się w styczniu 1918 i został przerwany wobec toczących się walk o miasto. Z polecenia Tichona, metropolita Eulogiusz (Gieorgijewski) przeprowadził wybory następcy metropolity Włodzimierza – wybrany został Antoni (Chrapowicki). Na nowo podjęte obrady Soboru Wszechukraińskiego zakończyły się podjęciem decyzji o utrzymaniu podległości od Patriarchatu Moskiewskiego.
W odniesieniu do możliwej autokefalizacji Kościoła prawosławnego w Polsce patriarcha Tichon początkowo wypowiadał się negatywnie. W 1921 w rozmowach z arcybiskupem Jerzym, tymczasowym zwierzchnikiem eparchii warszawsko-nadwiślańskiej, twierdził, że nie może udzielić zgody na autokefalię, gdyż decyzję taką może podjąć jedynie sobór biskupów, którego zwołanie uniemożliwiała z kolei sytuacja polityczna. W innych wypowiedziach twierdził jednak, że przyznanie statusu autokefalicznego Kościołowi w Polsce byłoby niezgodne z duchem prawa kanonicznego. Powstałby bowiem nie Kościół związany z jednym, wyznającym od wieków prawosławie narodem, a instytucja grupująca przedstawicieli kilku mniejszości narodowych. 28 września 1921 Synod Rosyjskiego Kościoła Prawosławnego, pod przewodnictwem Tichona, nadał arcybiskupowi Jerzemu godność metropolity oraz patriarszego egzarchy w granicach II Rzeczypospolitej. Oznaczało to chęć zachowania kanonicznej podległości eparchii na ziemiach polskich względem Patriarchatu Moskiewskiego, przy nadaniu im pewnego zakresu autonomii. Arcybiskup Jerzy, zgodnie z życzeniem władz niepodległej Polski, dążył jednak do ustanowienia autokefalii Kościoła w Polsce i wobec braku możliwości porozumienia z Tichonem (po jego osadzeniu w areszcie domowym) nawiązał kontakty z Patriarchatem Konstantynopolitańskim. Patriarcha moskiewski i całej Rusi negatywnie odnosił się do tych kroków, nie mógł jednak w żaden sposób im przeciwdziałać.
W 1920 Święty Synod Rosyjskiego Kościoła Prawosławnego i patriarcha Tichon zgodzili się na nadanie statusu autonomicznego Estońskiemu Kościołowi Prawosławnemu. Jego zwierzchnikiem został wyświęcony na biskupa w tym samym roku Aleksander (Paulus). W 1922 Synod Kościoła Estońskiego porozumiał się jednak z patriarchą Konstantynopola, przechodząc w jego jurysdykcję, nadal jako Kościół autonomiczny.
W tym samym roku patriarcha zgodził się na nadanie statusu autonomicznego Łotewskiemu Kościołowi Prawosławnemu, na czele którego stanął Łotysz z pochodzenia, biskup Jan (Pommers). W odróżnieniu od Kościoła Estońskiego, Kościół Łotewski zachował (do lat 30. XX wieku) jurysdykcję Patriarchatu Moskiewskiego.

#### Areszt domowy
6 maja 1922 patriarcha Tichon został osadzony w areszcie domowym; jego rezydencja znalazła się pod ścisłą strażą. Nadal był doprowadzany na przesłuchania do siedziby moskiewskiego GPU. Prasa radziecka rozpoczęła ponadto kampanię propagandową przeciwko „kontrrewolucyjnemu spiskowi”, na czele którego miał stać hierarcha. W związku z tym, kierując się chęcią uratowania Cerkwi przed dalszymi represjami, 12 maja w liście do przewodniczącego WCIK Michaiła Kalinina napisał, iż przekazuje – do momentu zwołania nowego Soboru Lokalnego – zarząd Kościoła metropolicie petersburskiemu Beniaminowi lub jarosławskiemu Agatangelowi. Nie uległ naciskom GPU, które żądało od niego, by jako zastępcę wyznaczył jednego z hierarchów Żywej Cerkwi – Antonina (Granowskiego) lub Leonida (Skobiejewa). Dwa dni później po raz ostatni odprawił Świętą Liturgię w cerkwi św. Sergiusza z Radoneża na terenie siedziby patriarchów; pięć dni później został zmuszony do jej opuszczenia. Po dwutygodniowym uwięzieniu został ponownie osadzony w areszcie domowym na terenie Monasteru Dońskiego. Ponieważ żaden ze wskazanych przez niego kandydatów do tymczasowego objęcia obowiązków patriarchy nie był w stanie rzeczywiście ich przejąć (w obydwu wypadkach uniemożliwiło to GPU), Rosyjski Kościół Prawosławny został praktycznie pozbawiony zwierzchnika.
W Monasterze Dońskim patriarchę zakwaterowano w niewielkim domu w sąsiedztwie cerkwi Tichwińskiej Ikony Matki Bożej. Hierarsze zabroniono kontaktowania się z kimkolwiek poza nadzorującymi go pracownikami GPU, mógł jedynie gestem błogosławić przybywających do miejsca jego odosobnienia wiernych. Nie mógł również uczestniczyć w nabożeństwach (jego prośba o zgodę na udanie się do cerkwi na Świętą Liturgię w święto Paschy w 1923 została odrzucona), a jedynie regularnie dopuszczano do niego kapłana celem wysłuchania spowiedzi i udzielenia komunii świętej. Codziennie był również przesłuchiwany w więzieniu na Łubiance. Według zachowanych niekompletnych protokołów przesłuchań, w czasie ich trwania przyznał się do udzielania „moralnego wsparcia” ruchowi Białych (nierównoznacznego jednak z błogosławieństwem dla nich ze strony całego Kościoła) oraz potępił działalność metropolity Antoniego (Chrapowickiego).
Uwięzienie patriarchy moskiewskiego i całej Rusi wywołało pewien rezonans zagraniczny. Akcję na rzecz uwolnienia hierarchy zorganizował Kościół Anglii, którego hierarchia domagała się od rządu Wielkiej Brytanii zerwania stosunków dyplomatycznych z ZSRR w razie dalszego przetrzymywania Tichona w odosobnieniu. Tymczasem na przełomie 1922 i 1923 rozpoczęte zostały przygotowania do procesu patriarchy, któremu planowano postawić zarzut działalności kontrrewolucyjnej i dążenia do obalenia władzy radzieckiej. Według niektórych źródeł rozważany w Radzie Komisarzy Ludowych plan organizacji krótkiego procesu pokazowego, który zakończyłby się wydaniem na patriarchę wyroku śmierci, został odrzucony przez Lenina. W lutym 1923 zdecydowano o nadaniu procesowi odpowiedniej oprawy propagandowej. W miesiącu następnym, z powodu złego stanu zdrowia Lenina, postanowiono jednak odłożyć sąd nad Tichonem na czas nieokreślony.

##### Patriarcha wobec Żywej Cerkwi

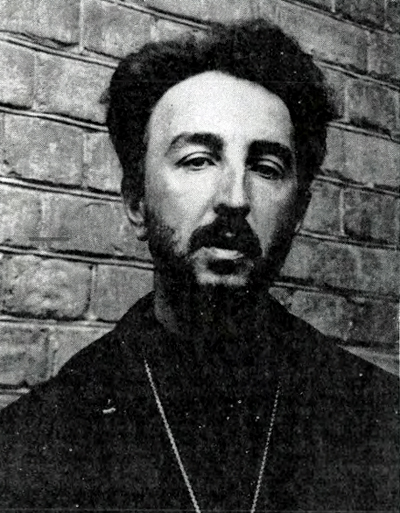
Jeden z głównych ideologów Żywej Cerkwi, ks. Aleksandr Wwiedienski, domagał się od patriarchy Tichona rezygnacji z urzędu

W marcu 1917 grupa kleryków i kapłanów z Petersburga, na czele z Iwanem Jegorowem, Aleksandrem Bojarskim i Aleksandrem Wwiedienskim, powołała Związek Demokratycznego Duchowieństwa i Świeckich, który odwoływał się do idei socjalizmu i starał się połączyć je z modelem życia chrześcijańskiego. Podobne stowarzyszenia zaczęły powstawać również w innych miastach, przyciągając zarówno świeckich, jak i przedstawicieli duchowieństwa parafialnego. Wielu z nich uznało rewolucję październikową za wydarzenie pozytywne, znoszące w Rosji wyzysk i różnice społeczne, i zadeklarowało wierność wobec nowego rządu, mimo ateizmu jego przywódców. W programie Związku znalazło się żądanie dopuszczenia żonatych duchownych do przyjmowania chirotonii biskupiej oraz szeroko pojętej demokratyzacji Kościoła (w tym zniesienia patriarchatu). Patriarcha Tichon od początku sprawowania urzędu sprzeciwiał się postulatom Związku (posługującego się od 1922 nazwą Żywej Cerkwi), a jej działaczy określał jako demagogów.
Żywa Cerkiew wzbudziła zainteresowanie władz radzieckich, które w pierwszych latach istnienia ZSRR udzielały jej wszelkiego poparcia, w celu dokonania rozłamu w Rosyjskim Kościele Prawosławnym i jego łatwiejszego zniszczenia. W nocy z 12 na 13 maja 1922 delegaci organizacji spotkali się z patriarchą Tichonem i zażądali od niego zrzeczenia się urzędu i przekazania duchownym należącym do Żywej Cerkwi faktycznego zarządu Kościoła. Oskarżyli go także o wywołanie, poprzez swoją antyradziecką postawę, rządowych represji wymierzonych w Cerkiew. Tichon odmówił spełnienia żądań. Już po swoim uwolnieniu wydał list pasterski, w którym potępił działalność Żywej Cerkwi jako niekanoniczną. W liście z 1922 uznał organizację za dzieło szatana, a jej działaczy obłożył ekskomuniką.
W maju 1923, przy poparciu Rady Komisarzy Ludowych, odbył się sobór Żywej Cerkwi, nazwany oficjalnie II Soborem Lokalnym Rosyjskiego Kościoła Prawosławnego. Ogłosił on pozbawienie Tichona (Biełławina) godności patriarchy, jak również święceń kapłańskich i stanu mniszego. Delegaci soboru udali się następnie do Monasteru Dońskiego, gdzie zażądali od hierarchy zaakceptowania podjętych decyzji i zdjęcia stroju duchownego. Tichon odmówił; podpisał jedynie protokół potwierdzający powiadomienie go o decyzjach Żywej Cerkwi i zgodził się stanąć przed sformowanym przez nią sądem duchownym. W tym samym miesiącu został osadzony w więzieniu na Łubiance.

##### Zwolnienie z aresztu
W pierwszych dniach czerwca 1923 patriarcha Tichon został poinformowany, że możliwe jest jego uwolnienie i umożliwienie mu powrotu do czynnej działalności, jeśli wyda on oficjalne oświadczenie zawierające określone treści: potępienie Rosyjskiego Kościoła Prawosławnego poza granicami Rosji i wszelkich rosyjskich organizacji monarchistycznych i antyradzieckich, zgodę na pewne reformy w funkcjonowaniu Kościoła (np. wprowadzenie kalendarza gregoriańskiego), wyrazy skruchy za wcześniejszą działalność kontrrewolucyjną, deklarację jej zaprzestania oraz uznanie własnego aresztowania za sprawiedliwe i słuszne. 16 czerwca Tichon przedstawił żądane pismo. Stwierdził w nim, iż wychowywany był w duchu monarchizmu i do momentu aresztowania znajdował się pod wpływem osób o poglądach kontrrewolucyjnych, co sprawiło, że i on sam był nastawiony wrogo do władzy radzieckiej, co skłoniło go kilkakrotnie do aktów czynnego oporu wobec niej. Zapewnił, że jego poglądy w tym zakresie zmieniły się i zdecydowanie odciął się od wszelkich „organizacji białogwardyjsko-kontrrewolucyjnych”. Drugi, podobny w treści list, skierował do wiernych. 27 czerwca 1923 patriarcha został zwolniony z aresztu domowego. Nadal zamieszkiwał w Monasterze Dońskim, zachowując jednak pełną swobodę działania. 28 czerwca wystosował kolejny list pasterski, rozesłany do wszystkich lojalnych wobec niego parafii, podkreślając, że nie jest zwolennikiem komunizmu, domaga się jednak, by Cerkiew była całkowicie apolityczna. Zdaniem Wostryszewa o zawieszeniu planów organizacji jego procesu zdecydował nacisk międzynarodowej opinii publicznej. Według Richarda Pipesa zachowane dokumenty GPU dowodzą, że patriarcha postanowił zaprzestać oporu wobec władz, by ratować Rosyjski Kościół Prawosławny przed całkowitym zniszczeniem. Autor ten uważa, że hierarcha nie napisał sam listu z 16 czerwca, a jedynie podpisał sporządzoną gotową deklarację. W listach deklarujących neutralność Kościoła w sprawach politycznych Tichon zarzucał równocześnie Żywej Cerkwi sianie zamętu w życiu religijnym kraju i zbyt bliską współpracę z organami władzy.

#### Ostatnie lata

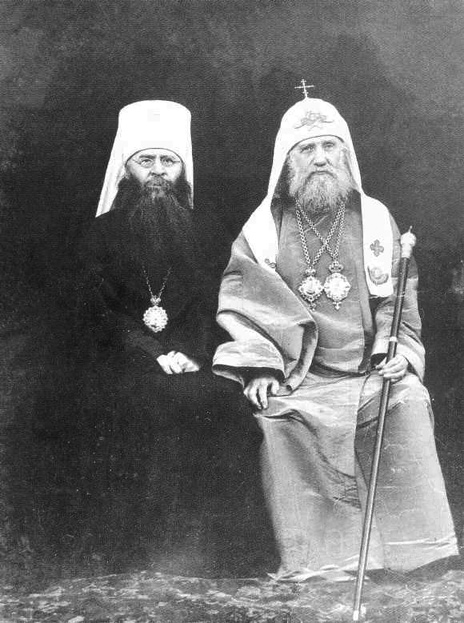
Patriarcha Tichon i metropolita Sergiusz (Stragorodski). Ten ostatni dołączył w czerwcu 1922 do Żywej Cerkwi, by wystąpić z niej w styczniu 1924. Patriarcha Tichon, który wysoko cenił dorobek Sergiusza jako teologa, nadał mu wówczas godność metropolity niżnonowogrodzkiego i arzamaskiego.

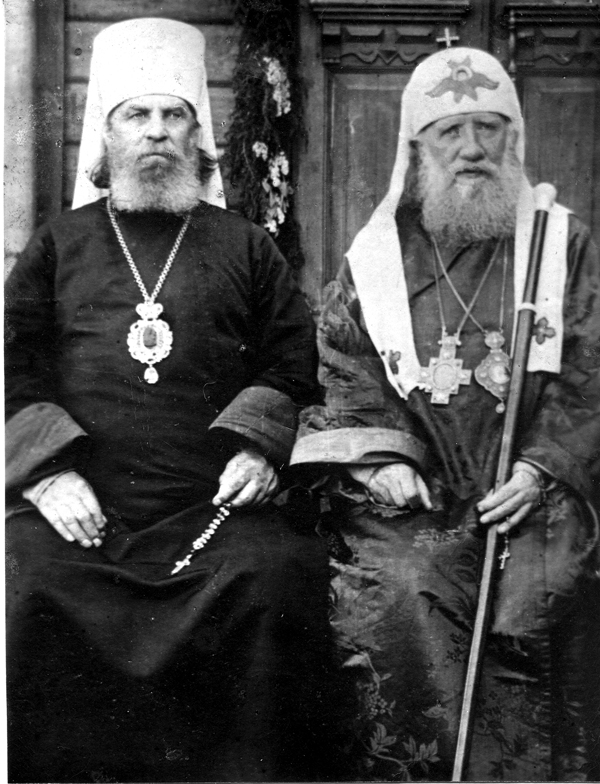
Patriarcha Tichon i metropolita kruticki i kołomieński Piotr. Przewidując, iż władze radzieckie nie pozwolą na zwołanie po jego śmierci Soboru Lokalnego, patriarcha w tajemnicy wyznaczył go do objęcia w takim wypadku obowiązków locum tenens Patriarchatu Moskiewskiego.

Już w dzień po zwolnieniu patriarcha wrócił do działalności liturgicznej – pojawił się na pogrzebie ks. Aleksieja Mieczewa i odprawił nabożeństwo żałobne nad grobem (nie wszedł do cerkwi z powodu obecności w niej kapłanów Żywej Cerkwi). Natychmiast podjął też starania o uznanie przez państwo Synodu Rosyjskiego Kościoła Prawosławnego za legalną organizację oraz o odbudowę rad eparchialnych. Prosił o zwolnienie z więzień przetrzymywanych w nich duchownych i o umożliwienie biskupom pełnej realizacji swoich zadań. Codziennie odprawiał nabożeństwa w różnych świątyniach Moskwy. Odprawiane przez niego Święte Liturgie gromadziły znaczne grupy wiernych (co najmniej 5 tys. osób pojawiło się na nabożeństwie w dniu św. Bazylego w styczniu 1924, w cerkwi św. Bazylego przy ul. Twerskiej w Moskwie).
Wkrótce po zwolnieniu patriarchy z aresztu domowego z zesłania wrócił biskup pomocniczy eparchii moskiewskiej, Hilarion (Troicki). Stał się on jednym z najbliższych współpracowników Tichona. Biskup Hilarion podjął w jego imieniu rozmowy z władzami radzieckimi w sprawie zaprzestania ataków na Rosyjski Kościół Prawosławny, w szczególności celowego blokowania rejestracji wspólnot parafialnych. Równocześnie patriarcha powołał do życia tymczasowy Święty Synod i rozpoczął negocjacje z nowym zwierzchnikiem Żywej Cerkwi, metropolitą Eudokimem (Mieszczerskim), w sprawie zjednoczenia obydwu struktur. Warunki postawione przez odnowicieli Synod uznał jednak za niedopuszczalne – metropolita Eudokim zażądał zrzeczenia się przez Tichona godności patriarchy i zgody na wybór nowego zwierzchnika Kościoła w zamian za uznanie decyzji Żywej Cerkwi o jego usunięciu za nieważną.
Tichon zaczął również przyjmować do Kościoła byłych członków Żywej Cerkwi, pragnących ponownie służyć w kanonicznej Cerkwi. Od każdego z nich patriarcha wymagał wyrażenia skruchy zarówno przed nim, jak i przed wspólnotą parafialną, w której dany duchowny działał jako kapłan ruchu odnowicielskiego. W styczniu 1924 w taki sposób do Rosyjskiego Kościoła Prawosławnego powrócił jeden z liderów Żywej Cerkwi – przedrewolucyjny metropolita włodzimierski Sergiusz (Stragorodski), następnie członek Synodu Żywej Cerkwi arcybiskup Serafin (Mieszczeriakow). Ogółem po opuszczeniu przez Tichona aresztu domowego wpływy odnowicielstwa w społeczeństwie znacząco spadły. Niemal całkowity upadek Żywej Cerkwi w Moskwie odnotowało także GPU. We wrześniu 1923 w Monasterze Dońskim odbyła się konferencja 27 pozostających na wolności hierarchów Rosyjskiego Kościoła Prawosławnego dotycząca dalszego postępowania w sprawie odnowicielstwa. Umiarkowane stanowisko Hilariona (Troickiego), podkreślającego, iż szczegółowe procedury ponownego przyjęcia kapłanów Żywej Cerkwi do kanonicznego Kościoła zostaną ustalone w przyszłości, nie zyskało poparcia. Konferencja zażądała od Tichona zerwania wszelkich rozmów z Eudokimem (Mieszczerskim). Tymczasem w listopadzie 1923 ich kontynuowania zażądało z kolei GPU. Patriarcha stanowczo odmówił, chociaż grożono mu ponownym aresztowaniem. Wkrótce po tym wydarzeniu Hilarion (Troicki) został aresztowany i skazany na karę łagru. Obawiając się podobnego losu, Tichon wyznaczył, na wypadek nagłego uwięzienia, dwóch kandydatów na locum tenens Patriarchatu Moskiewskiego: metropolitę jarosławskiego Agatangela i metropolitę kazańskiego Cyryla.
Decyzja patriarchy o publicznym wyrażeniu skruchy za „działalność kontrrewolucyjną” stała się przedmiotem krytyki ze strony konserwatywnego skrzydła duchowieństwa rosyjskiego. W październiku 1923 posłuszeństwo patriarsze wypowiedział biskup Teodor (Pozdiejewski), przełożony moskiewskiego Monasteru Daniłowskiego, którego Tichon pragnął wyznaczyć na nowego metropolitę piotrogrodzkiego (katedra piotrogrodzka wakowała od czasu śmierci metropolity Beniamina (Kazanskiego), rozstrzelanego w sierpniu 1922 po pokazowym procesie). Tichon podkreślał, że jedyną motywacją jego działania jest chęć obrony Cerkwi przed zniszczeniem. W rozmowie z jednym z biskupów anglikańskich stwierdził, że sam z radością zostałby męczennikiem, jednak czuje się odpowiedzialny za przetrwanie całego Rosyjskiego Kościoła Prawosławnego i uważa, że jest mu bardziej potrzebny żywy i na wolności.
Bezpośrednio po zwolnieniu Tichona z aresztu prześladowania duchowieństwa czasowo ustały. Część kapłanów odzyskała wolność, patriarcha mógł również legalnie przeprowadzać chirotonie nowych biskupów. Nie zgodził się przy tym na przyjęcie tytułu „patriarchy całego Związku Socjalistycznych Republik Radzieckich”, na co nalegały władze. Wielokrotnie po otrzymaniu nowych żądań ze strony rządu teoretycznie szedł na częściowe ustępstwa i kierował do władz stosowne listy, nigdy jednak nie podejmował praktycznego wdrażania stosownych działań. W rozmowach ze swoimi współpracownikami podkreślał, że również wspomniane listy były na nim wymuszone. W podobnych okolicznościach nie zgodził się również na zmianę kalendarza liturgicznego Kościoła, chociaż pierwotnie, na mocy decyzji Synodu z 24 września 1923, Rosyjski Kościół Prawosławny miał dokonać takiej reformy. O tym, iż Tichon nigdy w rzeczywistości nie popierał kalendarza gregoriańskiego (tzw. „nowego stylu”) świadczy fakt, że osobiście odprawiał nabożeństwa według tradycyjnego kalendarza juliańskiego i nie dbał o informowanie wiernych o projektowanych zmianach, by ostatecznie całkowicie się z nich wycofać.
Patriarcha zamieszkiwał na stałe w dawnym Monasterze Dońskim, gdzie znajdowała się również jego osobista kancelaria. W swoim mieszkaniu przyjmował wszystkich gości; każdego dnia przyjmował liczne grupy wiernych. Pozostawał przy tym pod obserwacją tajnych służb, zaś w gazetach od czasu do czasu pojawiały się informacje o trwającym śledztwie w sprawie jego działalności antyradzieckiej. Widząc początek nowej kampanii antyreligijnej, Tichon zaczął mieć poważne wątpliwości co do zakresu ustępstw wobec władzy radzieckiej, jakie może poczynić. Rozważał możliwość organizacji Kościoła na nowo, całkowicie w podziemiu (swoimi rozważaniami dzielił się m.in. z metropolitą kazańskim Cyrylem). Równocześnie w maju 1924 zgodził się na ponowne przyjęcie do Rosyjskiego Kościoła Prawosławnego jednego z liderów odnowicielstwa – ks. Władimira Krasnickiego, co ponownie spotkało się z niechęcią konserwatywnego skrzydła pozostających jeszcze na wolności hierarchów Kościoła. Podejmując tę decyzję, miał nadzieję na ustępstwo ze strony władz – zwolnienie z więzień części duchownych. Nadzieje te pozostały płonne.
Wiosną i latem 1924 patriarchowie Konstantynopola, Antiochii, Aleksandrii i Jerozolimy ogłosili uznanie Żywej Cerkwi za jedyny kanoniczny Kościół prawosławny w ZSRR. Patriarcha konstantynopolitański Grzegorz V wzywał w listach Tichona, by ustąpił z urzędu i zgodził się na likwidację patriarchatu, który w ocenie greckiego hierarchy był przeszkodą dla ustanowienia pokojowych stosunków w społeczeństwie.
Wiosną 1924 w niejasnych okolicznościach Tichon podpisał dekret usuwający z urzędu metropolitę amerykańskiego Platona (Rożdiestwienskiego), którego sam mianował trzy lata wcześniej. Zdaniem Pospiełowskiego również i ta decyzja została na nim wymuszona. Tak też zinterpretował ją Platon, który nie zaprzestał kierowania strukturami Rosyjskiego Kościoła Prawosławnego na kontynencie amerykańskim.
Do jesieni 1924 patriarcha Tichon nie podejmował nowych kontaktów z władzami radzieckimi. Dopiero 24 września w liście do WCIK prosił o zaprzestanie zamykania świątyń i prześladowań duchowieństwa.
W grudniu 1924 nieznani sprawcy wdarli się do domu patriarchy, zaatakowali hierarchę i zastrzelili jego sekretarza Jakowa Połozowa, gdy ten wystąpił w obronie Tichona. Dwa tygodnie później, gdy duchowny odwiedzał jego grób, w jego kierunku oddano dwa strzały. Obydwa chybiły, a autor zamachu nie został wykryty. Pod wpływem tych wydarzeń patriarcha po raz drugi spisał testament, w którym wskazał kandydatów na locum tenens patriarchatu: metropolitów Cyryla (Smirnowa), Agatangela (Prieobrażenskiego) i Piotra (Polańskiego)

#### Śmierć i pogrzeb

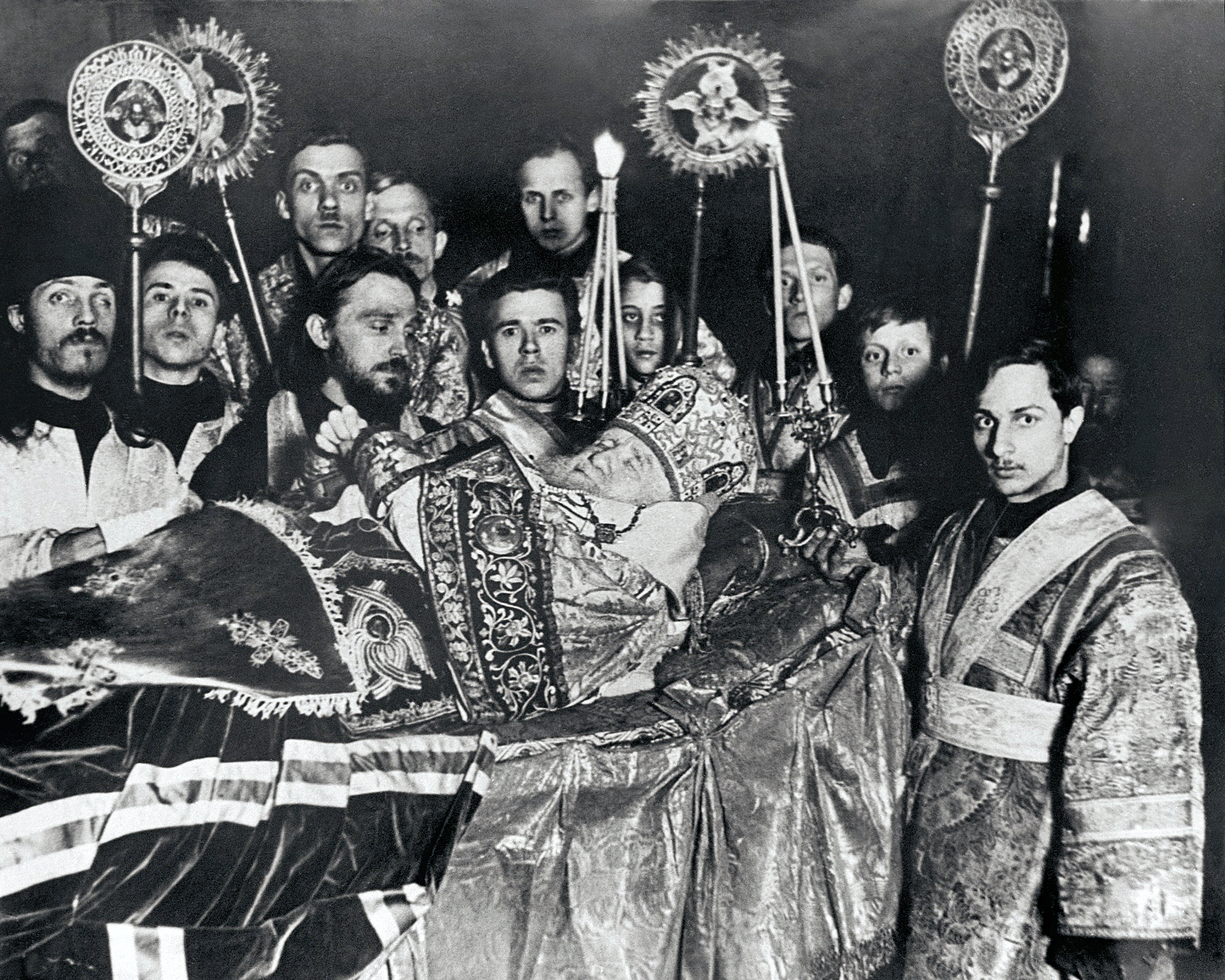
Pogrzeb patriarchy Tichona

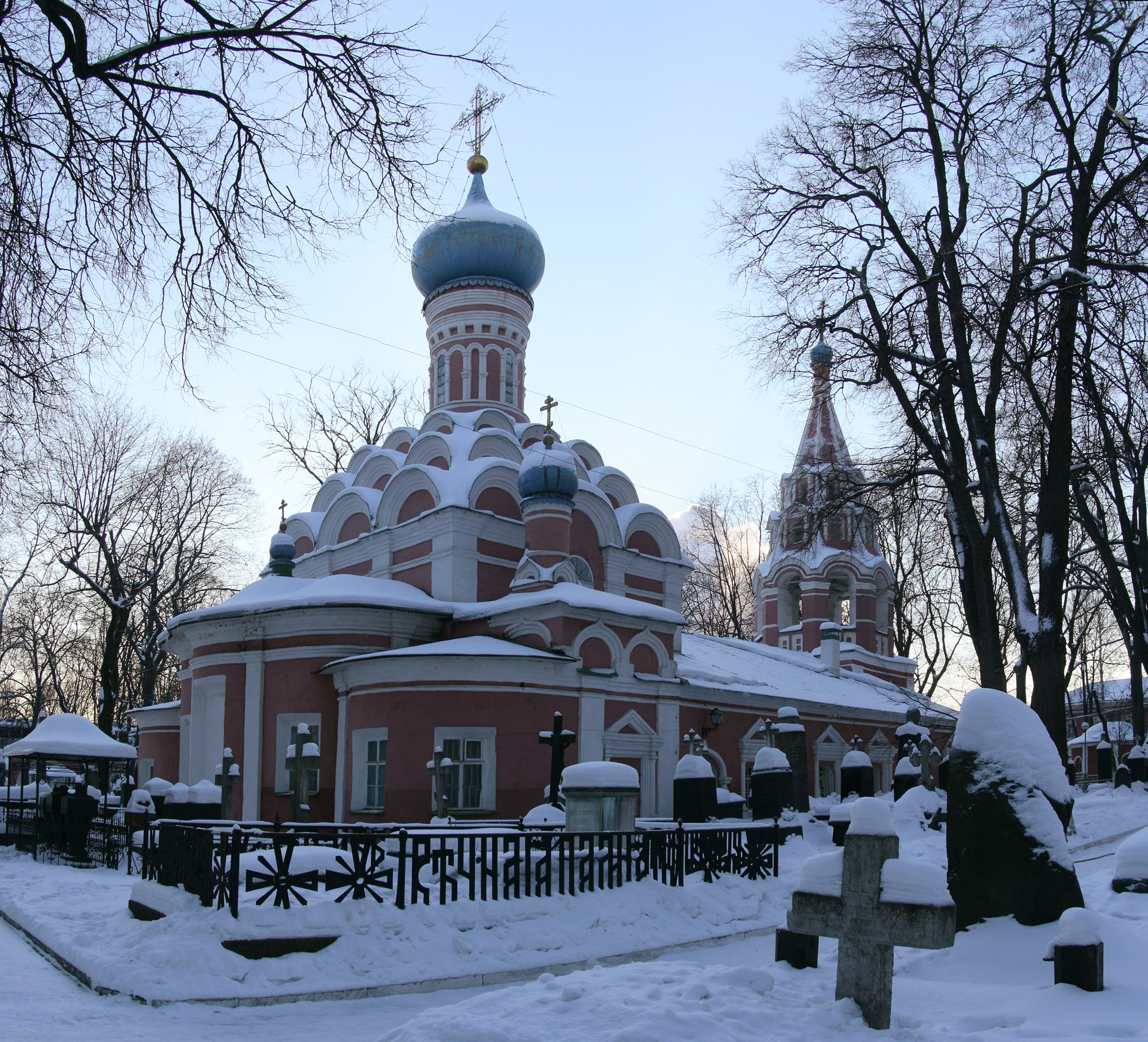
Tzw. mały sobór Monasteru Dońskiego, w którym został pochowany patriarcha Tichon

Stan zdrowia hierarchy systematycznie ulegał pogorszeniu. W styczniu 1925 trafił on do szpitala w związku z chorobą niedokrwienną serca. Po dwóch miesiącach leczenia poczuł się na tyle dobrze, że podjął na nowo korespondencję z władzami w sprawie legalizacji Świętego Synodu, zaczął odprawiać nabożeństwa (wracając po nich do szpitala), zaś 22 marca wyświęcił na biskupa archimandrytę Tichona (Szarapowa). 5 kwietnia ponownie odprawił Świętą Liturgię; planował w ciągu kilku dni opuścić szpital. Jednak w ciągu następnych dni po przebytej operacji dentystycznej doznał zapalenia migdałków, gardła i dziąseł, a jego ogólny stan ponownie się pogorszył. 5 kwietnia po raz ostatni w życiu służył Świętą Liturgię w cerkwi Wielkie Wniebowstąpienie.
7 kwietnia patriarcha, na żądanie GPU, wziął udział w specjalnym posiedzeniu Synodu, które miało zakończyć się wydaniem dokumentu ostatecznie potępiającego Rosyjski Kościół Prawosławny poza granicami Rosji. Tichon przedstawił projekt rezolucji, jednak po wprowadzeniu do niej poprawek przez przedstawicieli władz odmówił podpisania zmienionego dokumentu. Następnie został odwieziony do szpitala i zgodnie ze swoim zwyczajem przyjmował odwiedzających go wiernych. Wieczorem zaczął okazywać silny niepokój, stwierdził „nastąpi noc, ciemna i długa”. Następnie kilkakrotnie zapytał o godzinę, po raz ostatni o godz. 23:45. Wkrótce potem zmarł, najprawdopodobniej wskutek niewydolności krążenia. W literaturze istnieje pogląd, że został w szpitalu otruty.
Po śmierci Tichona prasa opublikowała jego list-testament, w którym zgadzał się on na zaoczne oddanie pod sąd biskupów hierarchów Rosyjskiego Kościoła Prawosławnego, którzy po 1917 znaleźli się na emigracji. Sporządzenia takiego dokumentu wielokrotnie domagało się od patriarchy GPU, w tym w ostatnim dniu jego życia. List, określany również jako „testament”, zachował się w sześciu egzemplarzach-redakcjach. Chociaż większość badaczy jest zdania, że Tichon podpisał opisywany dokument, jego autentyczność nadal bywa kwestionowana. D. Safonow, w ślad za ks. Winogradowem, uważa, że zarówno list, jak i późniejszą deklarację lojalności wobec władzy radzieckiej, ogłoszoną przez metropolitę Sergiusza (Stragorodskiego) w 1927, zredagowała ta sama osoba – pracownik GPU. „Testament” Tichona nakazywał również wiernym pracować dla dobra wspólnego, zaakceptować władzę radziecką i tym samym przyczynić się do budowy poprawnych stosunków między Kościołem i państwem, nie ustępując przy tym w niczym w kwestii zasad wiary i moralności.
Pogrzeb Tichona odbył się 12 kwietnia 1925 w Monasterze Dońskim. Przez cztery poprzednie dni ciało zmarłego było wystawione na katafalku w głównym soborze klasztoru. W ceremonii pogrzebowej udział wzięło kilkadziesiąt tysięcy wiernych, którzy zgromadzili się nie tylko na terenie monasteru, ale i na przyległych ulicach.
Po śmierci patriarchy prowadzone przeciwko niemu śledztwo GPU zostało zamknięte. Z dokumentów tajnych służb wynikało, że władze ostatecznie zdecydowały się przeprowadzić pokazowy proces Tichona, który miał zakończyć się wyrokiem śmierci. Wyznaczono nawet datę egzekucji – 19 czerwca 1925.
W 1991 miało miejsce podpalenie cerkwi, w której znajdował się grób patriarchy; rok później relikwie kanonizowanego w 1989 patriarchy przeniesiono do ozdobnej raki i wystawiono dla kultu w tej samej świątyni.

## Kult

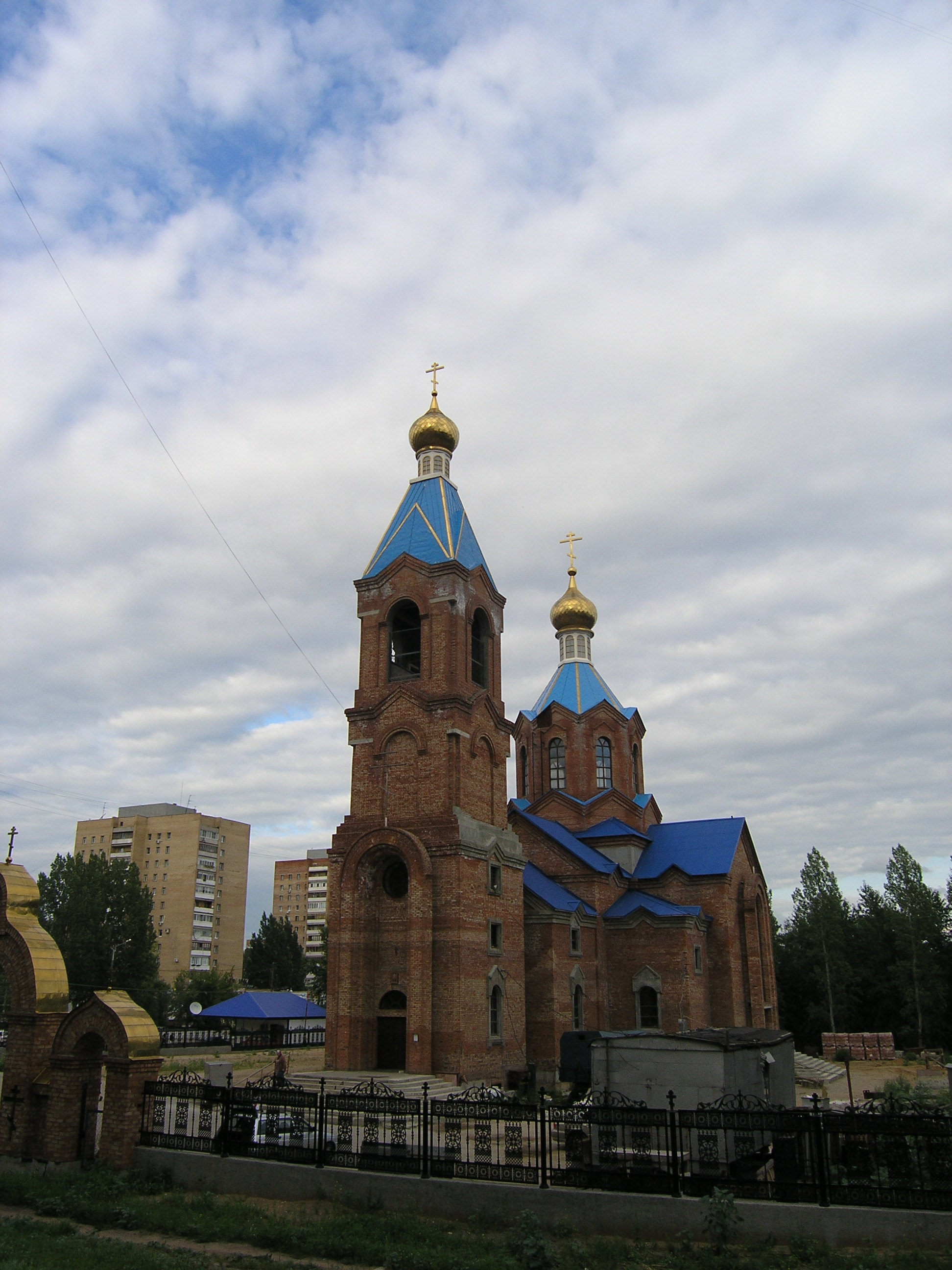
Cerkiew św. Tichona w Togliatti

W 1981 Rosyjski Kościół Prawosławny poza granicami Rosji uznał patriarchę Tichona za świętego, jednego z soboru Świętych Nowomęczenników i Wyznawców Rosyjskich.
Rosyjski Kościół Prawosławny kanonizował patriarchę Tichona 9 października 1989 jako świętego biskupa (cs. swiatitiel) i wyznawcę (ispowiednik). Dni jego wspomnienia przypadały w rocznicę śmierci (25 marca/7 kwietnia) oraz w rocznicę kanonizacji (26 września/9 października).
W 2000 Rosyjski Kościół Prawosławny kanonizował grupę duchownych i świeckich prześladowanych z powodu wiary w ZSRR, tworząc Sobór Świętych Nowomęczenników i Wyznawców Rosyjskich. Został do niego zaliczony również patriarcha Tichon.
W 2008 patriarcha moskiewski i całej Rusi Aleksy II ustanowił trzeci dzień wspomnienia w rocznicę wyboru Tichona na patriarchę. Kanonizacja patriarchy stanowiła pierwszy krok na drodze do masowych kanonizacji duchownych i świeckich, którzy ponieśli śmierć wskutek prześladowań Cerkwi w ZSRR.
Relikwie patriarchy Tichona przechowywane są w Monasterze Dońskim.
Hierarcha jest czczony również w Kościele Prawosławnym w Ameryce, który nadał mu tytuł Oświeciciela Ameryki. Jego wspomnienie w tym Kościele przypada w rocznicę śmierci.

### Opracowania
- M. Maszkiewicz: Mistyka i rewolucja. Aleksandr Wwiedeński i jego koncepcja roli cerkwi w państwie komunistycznym. Kraków: Nomos, 1995. ISBN 83-85-527-24-9. Brak numerów stron w książce
- G. J. Pelica: Kościół prawosławny w województwie lubelskim (1918–1939). Lublin: Fundacja Dialog Narodów, 2007. ISBN 978-83-925882-0-7. Brak numerów stron w książce
- R. Pipes: Rosja bolszewików. Warszawa: Magnum, 1997. ISBN 83-89656-15-9. Brak numerów stron w książce
- D. Pospielovsky: The Russian Church under the Soviet regime 1917–1982. New York: St. Vladimir's Seminary Press, 1984, s. 26. ISBN 0-88141-033-0.
- D. Pospielovsky: The Orthodox Church in the history of Russia. Crestwood-New York: St. Vladimir's Seminary Press, 1998, s. 226-227. ISBN 0-88141-179-5.
- D. Shubin: A History of Russian Christianity: Tsar Nicholas II to Gorbachev's Edict on the Freedom of Conscience. Algora Publishing, 2006. ISBN 0-87586-444-9. Brak numerów stron w książce
- M. Wostryszew: Patriarch Tichon. Moskwa: Mołodaja gwardija, 1997. ISBN 5-235-02292-0. Brak numerów stron w książce

### Opracowania online
- Cypin W.: Istoria Russkoj Cerkwi 1917–1997. pravoslavie.by. [dostęp 2011-07-23]. [zarchiwizowane z tego adresu (2013-07-30)]. (ros.).
- Safonow D.: Był li patriarch Tichon storonnikom wwiedienija nowogo stilja?. pravoslavie.ru. [dostęp 2011-07-22]. (ros.).
- Swiatiejszyj Patriarch Aleksij błagosłowił ustanowit' nowoje prazdnowanije w czest' swiatitiela Tichona, Patriarcha Wsierossijskogo. patriarchia.ru. [dostęp 2011-07-22]. (ros.).
- Safonow D.: K problemie podlinnosti „Zawieszczatiel'nogo posłanija” patriarcha Tichona. pravoslavie.ru. [dostęp 2011-07-22]. (ros.).
- Safonow D.: „Zawieszczatiel'noje posłanije” patriarcha Tichona i „Diekłaracija” patriarszogo miestoblustitiela mitropolita Siergija. pravoslavie.ru. [dostęp 2011-07-22]. (ros.).